# Gabriel Van Dievoet
Pour les autres membres de la famille, voir Famille Van Dievoet.
Pour les articles homonymes, voir Van Dievoet.
Gabriel Van Dievoet, né à Bruxelles le 12 avril 1875 et mort à Saint-Gilles (Bruxelles), le 17 novembre 1934, est un décorateur et sgraffitiste Art nouveau belge.
Il est un des grands maîtres du sgraffite de style Art nouveau, aux côtés de Paul Cauchie, Henri Privat-Livemont et Adolphe Crespin.

## Sa formation et son atelier
Après une formation à l'Académie royale des beaux-arts de Bruxelles où il fut condisciple de Paul Cauchie, il ouvrit son atelier de décoration et commença à collaborer avec de nombreux architectes Art nouveau, ou de l'éclectisme tardif, comme Victor Boelens, De Kock, Georges Delcoigne, Édouard Elle, Alfred Frère, Jules Lalière, Guillaume Low, Georges Peereboom, Édouard Pelseneer, Albert Roosenboom, Fernand Symons, Joseph Van Neck, Florent Van Roelen, Armand Van Waesberghe ou encore son propre frère, Henri Van Dievoet.
En 1898, il s'associa avec Léon Van Cutsem en une société en nom collectif, et établit avec lui un atelier rue Faider, 73. À cette occasion les deux associés publièrent une affiche publicitaire Art-nouveau, mais leur association fut de courte durée car Léon Van Cutsem la quitta pour ouvrir sa propre entreprise de peinture et décoration.
Gabriel Van Dievoet continua seul ses activités rue Souveraine, 91, à Ixelles.
Outre son œuvre de décorateur, Gabriel Van Dievoet s'intéressait aussi à l'électricité et aux techniques de la photographie et du cinéma, c'est ainsi qu'il obtint plusieurs brevets dans ce domaine, concernant la synchronisation des films et aussi concernant un système de protection électrique (le selfprotect) des maisons.

## Son œuvre
Le style de Van Dievoet se caractérise principalement par l'emploi d'éléments floraux stylisés.
Il est l'auteur des sgraffites ornant de nombreux édifices en Belgique, principalement à Bruxelles, mais aussi à Namur et à Charleroi où habitait alors sa grand-mère Hortense Poelaert veuve d'Eugène Van Dievoet (1804-1858), sœur du célèbre architecte, décédée à Charleroi le 15 avril 1900, 21 rue Léopold.
Gabriel Van Dievoet a rédigé lui-même la liste de ses sgraffites ainsi que de ses travaux de décoration.

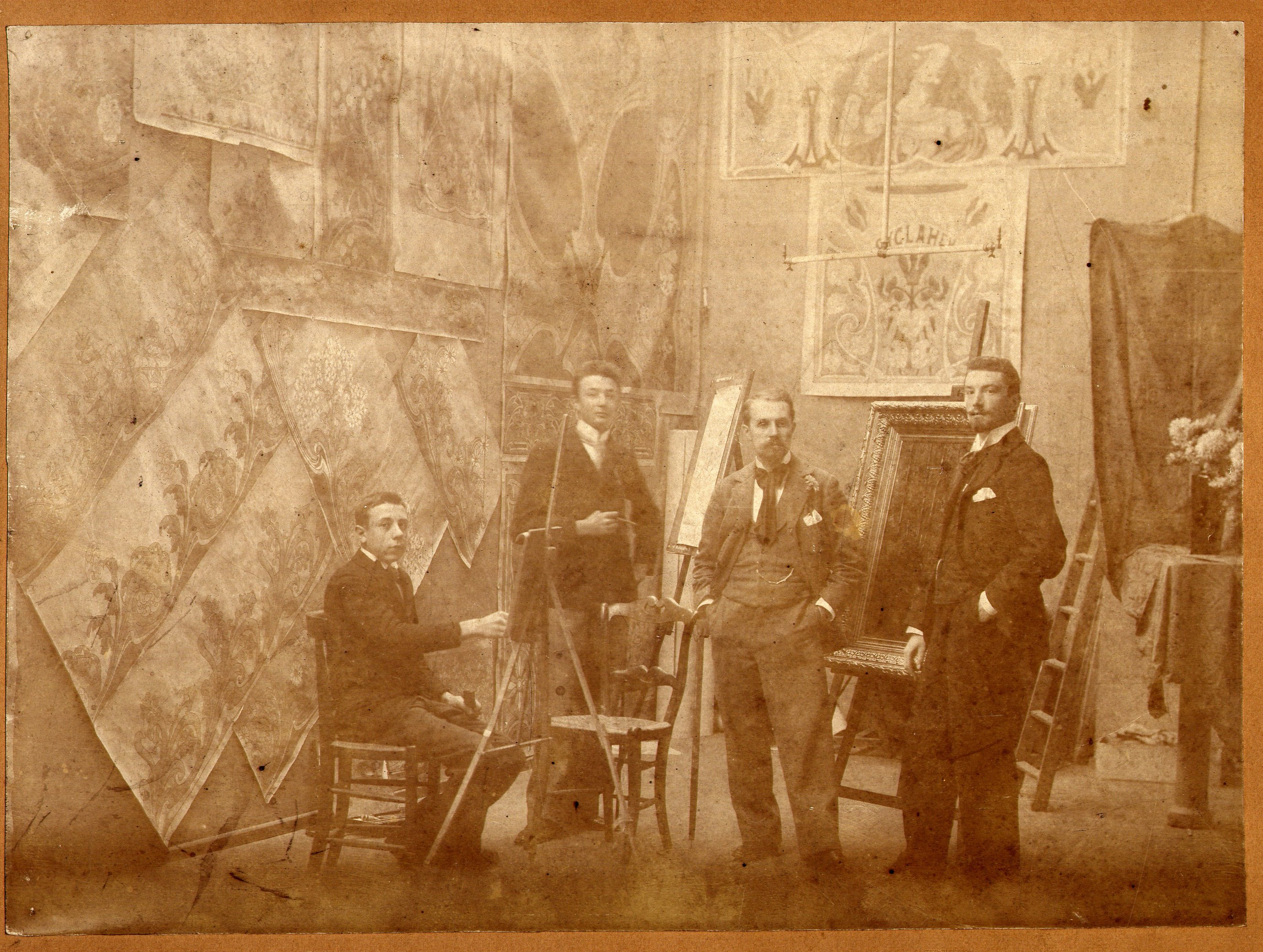
Gabriel Van Dievoet, debout à droite dans son premier atelier rue Faider, 73, à Ixelles, à ses côtés, Léon van Cutsem et deux aides (photo vers 1898).

### Décorations en sgraffito

#### 1897
- 1) 1897, ornement : marronniers ; lieu : avenue Louise, architecte : Henri Van Dievoet ; propriétaire : De Leeuw.
- 2) 1897, ornement : lys ; lieu : rue de Comines ; architecte : Florent Van Roelen ; Brassinne.

#### 1898
- 3) 1898, ornement : iris ; lieu : rue de l'Homme-Chrétien ; architecte : Édouard Pelseneer ; propriétaire : Jonniaux ; ent. : Brassinne.
- 4) 1898, ornement : Saint-Pierre ; lieu : église d'Erps-Kwerps (agrandie par l'architecte Florent Van Roelen ; ent. : Brassinne.
- 5) 1898, ornement : Renaissance italienne ; lieu : rue d'Allemagne ; architecte : Jacques Van Mansfeld ; propriétaire : Peeters.
- 6) 1898, ornement : Renaissance flamande ; lieu : rue de l'Instruction ; architecte : Jacques Van Mansfeld ; propriétaire : Peeters.
- 7) 1898, ornement : style grec ; lieu : rue de Commines ; architecte : Jacques Van Mansfeld ; propriétaire : Peeters.
- 8) 1898, ornement : narcisses ; lieu : rue Montagne aux Herbes Potagères ; architecte : Florent Van Roelen ; propriétaire : Day ; ent. : Brassinne.

#### 1899
- 9) 1899, ornement : vigne, houblon ; lieu : rue Stéphanie ; architecte : Albert Jeannin ; propriétaire : Küper.
- 10) 1899, ornement : pissenlits ; lieu : square Ambiorix ; architecte : François Kips ; propriétaire : Hoed de Vries.
- 11) 1899, ornement : trèfles, sainfoin ; lieu : rue Faider, 69 ; architecte : Édouard Elle ; propriétaire : Joseph Van Cutsem.
- 12) 1899, ornement : soleil, glycine ; lieu : rue Faider, 71 ; architecte : Édouard Elle[14] ; propriétaire : Joseph Van Cutsem.
- 13) 1899, ornement : soleil ; lieu : rue Faider, 73 ; architecte : Édouard Elle ; propriétaire : Joseph Van Cutsem.
- 14) 1899, ornement : vigne ; lieu : rue Faider, 75 ; architecte : Édouard Elle ; propriétaire : Joseph Van Cutsem.
- 15) 1899, ornement : anémones ; lieu : avenue Ducpétiaux, 20 ; architecte : Armand Van Waesberghe ; propriétaire : Versé.
- 16) 1899, ornement : pissenlits ; lieu : avenue Ducpétiaux, 22 ; architecte : Armand Van Waesberghe ; propriétaire : Versé.
- 17) 1899, ornement : Amours ; lieu : véranda de la villa Doris à Middelkerke (Zeedijk, 177) ; architecte : Albert Dumont ; propriétaire : Leclercq.
- 18) 1899, ornement : marguerites ; lieu : rue Washington (actuels 62-64), maison et atelier de ferronnerie de style éclectique ; architecte : Louis Douret ; propriétaire : A. Boulanger, ferronnier d'art et de construction.
- 19) 1899, ornement : iris ; lieu : avenue de l'Hippodrome ; architecte : Jean Segers ; propriétaire : Lefranc.

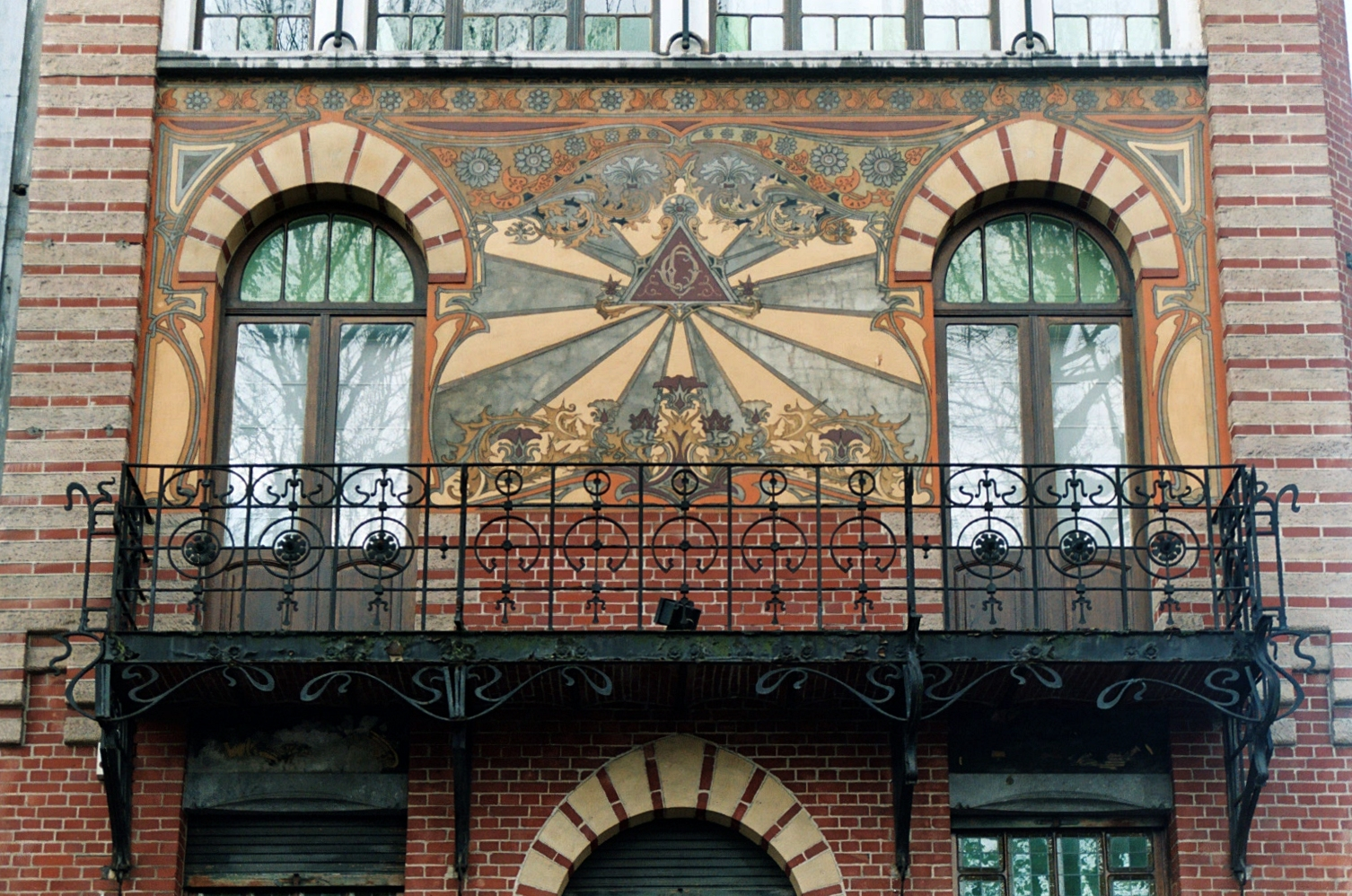
Maison dorée de Charleroi : sgraffites de Gabriel Van Dievoet (1899).

- 20) 1899, ornement : chardons, soleil[15] ; boulevard Defontaine (Charleroi) (Maison dorée) ; architecte : Alfred Frère ; propriétaire : Alfred Frère.
- 21) 1899, ornement : cyclamens ; lieu : rue d'Irlande, 124 ; architecte : Armand Van Waesberghe ; propriétaire : Armand Van Waesberghe.
- 22) 1899, ornement : marguerite ; lieu : rue Joseph-II, 172 ; architecte : Édouard Elle.
- 23) 1899, ornement : chardons ; lieu : rue Joseph-II, 174 ; architecte : Édouard Elle.
- 24) 1899, ornement : géranium ; lieu : rue Joseph-II, 176 ; architecte : Édouard Elle.
- 25) 1899, ornement : marguerite ; lieu : boulevard Charlemagne, 26 ; architecte : Édouard Elle.
- 26) 1899, ornement : marguerite ; lieu : boulevard Léopold-II ; architecte : Charles Harveng ; propriétaire : Orlent.

#### 1900
- 27) 1900, ornement : chardon ; lieu : rue de Livourne, 88 ; architecte : Édouard Elle ; propriétaire : De la Hoese.
- 28) 1900, ornement : marguerite ; lieu : rue de Turquie ; architecte : Georges Delcoigne.
- 29) 1900, ornement : Renaissance italienne ; lieu : avenue de Tervueren ; architecte : Albert Dumont ; propriétaire : Beckers.
- 30) 1900, ornement : inscription ; lieu : collège Saint-Alexis à Geel.
- 31) 1900, ornement : marguerite ; lieu : rue de Linthout ; propriétaire : Adriansens.
- 32) 1900, ornement : verveine ; lieu : rue du Lac, 66 ; architecte : Hubert Marcq.
- 33) 1900, ornement : retouches à un travail d'Adolphe Crespin ; Schipplaeken ; propriétaire : Terlinden.
- 34) 1900, ornement : église des Carmes; lieu : Soignies.
- 35) 1900, ornement : marguerites ; lieu : Tournai ; architecte : Constant Sonneville ; propriétaire : Dunderlingen.
- 36) 1900, ornement : marguerites ; lieu : rue Saint-Bernard ; propriétaire : Flamand.
- 37) 1900, Institut Dupuich ; architecte : De Rycke ; propriétaire : Raemackers.
- 38) 1900, ornement : marguerite ; lieu : boulevard de Waterloo à Charleroi ; architecte : Constant Dujardin ; propriétaire : Constant Dujardin.
- 39) 1900, ornement : Henri II ; lieu : rue Defacqz, 142 ; architecte : De Koek ; propriétaire : Mercier.
- 40) 1900, ornement : marguerite ; lieu : rue du Monastère ; architecte : Ernest Van Humbeeck ; propriétaire : Heimann.
- 41) 1900, ornement : verveine ; lieu : rue Dautzenberg ; architecte : Édouard Pelseneer ; propriétaire : Gonthier.
- 42) 1900, ornement : marguerites, narcisse ; lieu : avenue de la Brabançonne, 99 ; propriétaire : Maeck.
- 43) 1900, avenue de la Brabançonne, 101 ; propriétaire : Maeck.
- 44) 1900, ornement : blés, nielles ; lieu : place communale, 44, à Uccle ; architecte : Albert Jeannin ; propriétaire : Forir.
- 45) 1900, ornement : marguerite ; lieu : place communale, 45, à Uccle ; architecte : Albert Jeannin ; propriétaire : Forir.
- 46) 1900, ornement : pavot ; lieu : place communale, 46, à Uccle ; architecte : Albert Jeannin ; propriétaire : Forir.

#### 1901

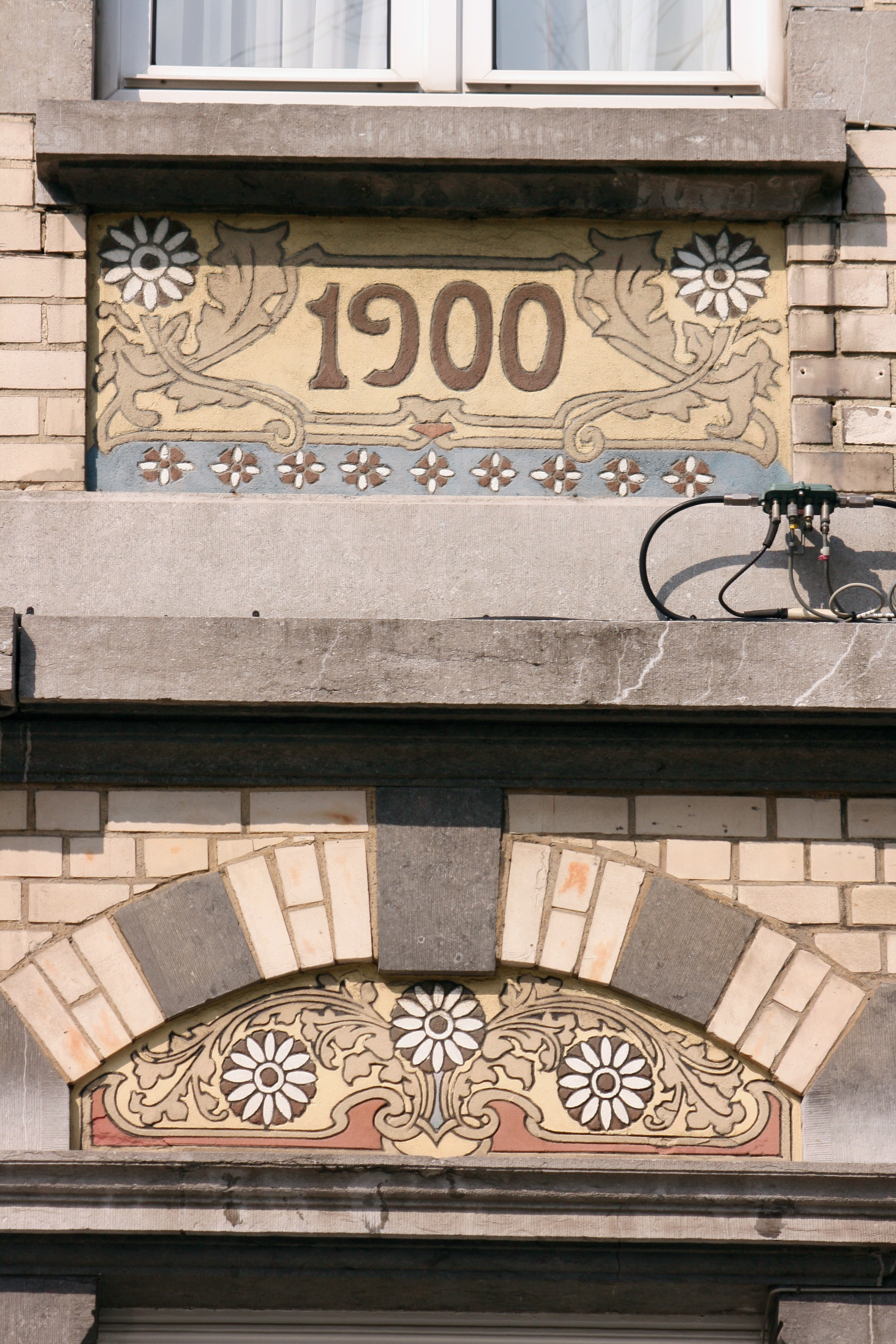
Place Morichar, 11, sgraffites par Gabriel Van Dievoet.

- 47) 1901, ornement : chardon ; lieu : rue d'Irlande, 63 ; propriétaire : Vuy.
- 48) 1901, ornement : marguerite ; lieu : rue d'Irlande, 65 ; propriétaire : Vuy.
- 49) 1901, ornement : anémone ; lieu : place de Parme (actuellement : place Morichar), 48 ; propriétaire : Gilion Wittebort[16].
- 50) 1901, ornement : chardon ; lieu : place de Parme (actuellement : place Morichar) ; propriétaire : Gilion Wittebort.
- 51) 1901, ornement : marguerite ; lieu : place de Parme (actuellement : place Morichar) ; propriétaire : Gilion Wittebort.
- 52) 1901, ornement : lys ; lieu : place de Parme (actuellement : place Morichar) ; propriétaire : Gilion Wittebort.
- 53) 1901, ornement : pavot ; lieu : place de Parme (actuellement : place Morichar) ; propriétaire : Gilion Wittebort.
- 54) 1901, ornement : marguerite ; lieu : boulevard d'Omalius à Namur ; architecte : Jules Lalière ; propriétaire : Dautremont.
- 55) 1901, ornement : marguerite ; lieu : avenue Broustin ; architecte : L'Anere ; propriétaire : L'Anere.
- 56) 1901, ornement : pavot ; lieu : avenue de Jette ; architecte : L'Anere.
- 57) 1901, lieu : rue Van Campenhout ; architecte : Guillaume Low ; propriétaire : Guillaume Low.
- 58) 1901, ornement : marguerite ; lieu : avenue de la Brabançonne, 103 ; propriétaire : Maeck.
- 59) 1901, ornement : bluets ; lieu : avenue de la Brabançonne, 105 ; propriétaire : Maeck.
- 60) 1901, ornement : marguerite ; lieu : rue de Parme, 76 ; propriétaire : Schevernels.
- 61) 1901, ornement : soleil ; lieu : rue Jourdan ; architecte : Duvivier.
- 62) 1901, lieu : rue Athénée, Tournai ; architecte : Constant Sonneville ; propriétaire : Constant Sonneville.
- 63) 1901, ornement : flots ; lieu : rue Courbe, Saint-Gilles ; architecte : Vincentuis ; propriétaire : Watelet.

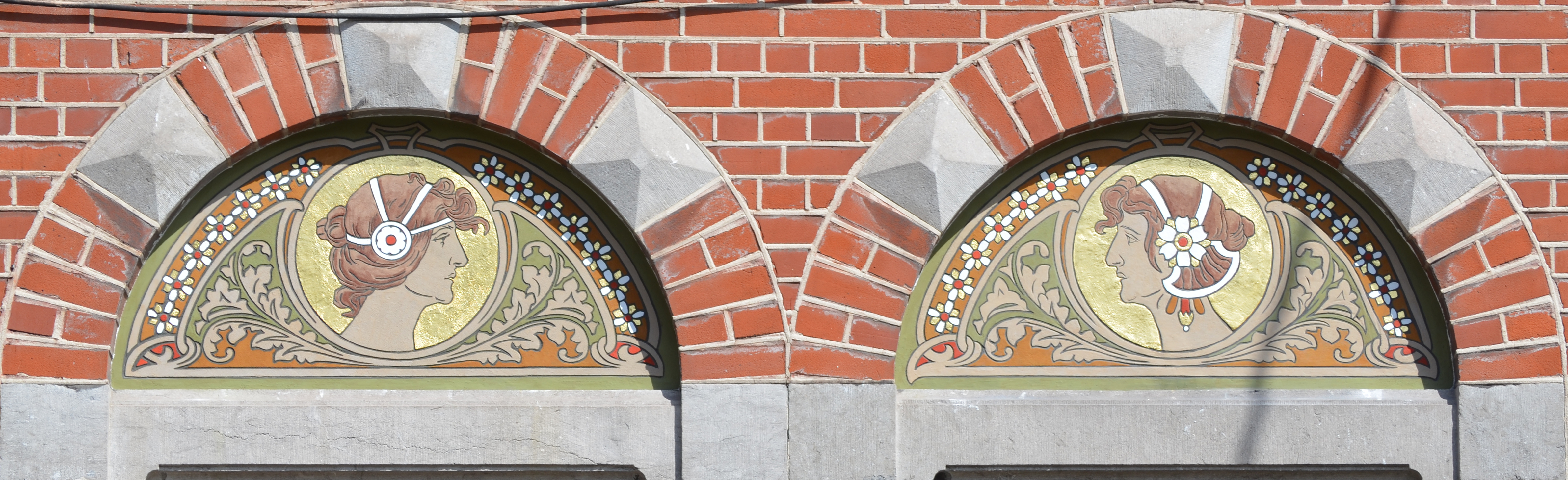
Sgraffites à Marcinelle, réalisés en 1901 (n° 65) par Gabriel Van Dievoet, rue du Basson, 26, après la restauration en mai-juin 2018.

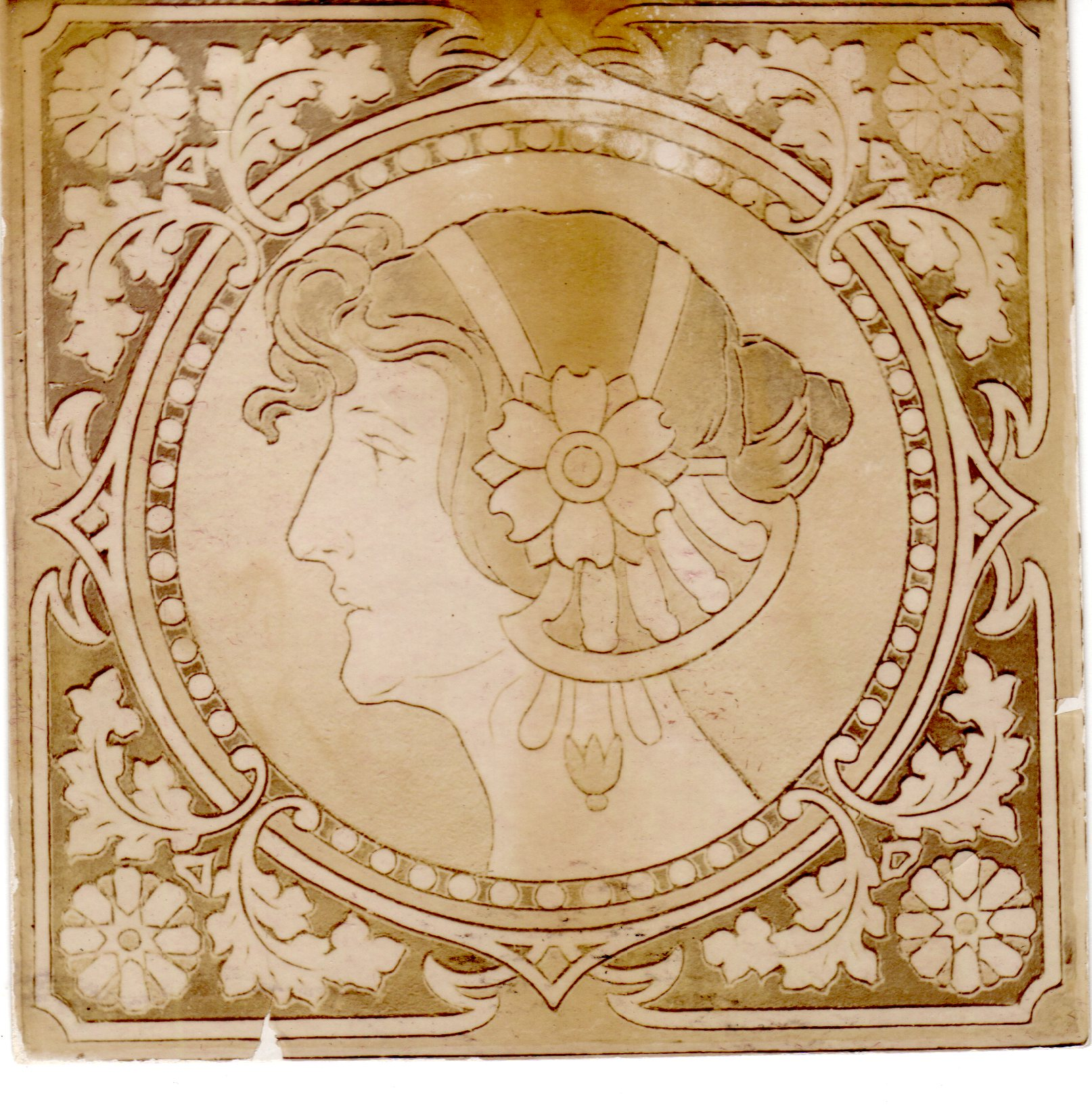
Photographie par Gabriel Van Dievoet d'un sgraffito, avec tête de femme et marguerites, semblable à ceux qu'il a réalisés à Marcinelle rue du Basson 26.

- 64) 1901, ornement : marguerite ; lieu : rue de la Montagne à Châtelet ; propriétaire : Claesens.
- 65) 1901, ornement : marguerite ; lieu : rue du Basson à Marcinelle (Charleroi) ; propriétaire : Eugène.
- 66) 1901, ornement : dessins de l'architecte ; lieu : rue de Tenbosch[17]; architecte : Albert Jeannin ; propriétaire : Albert Jeannin[14].
- 67) 1901, ornement : soleil ; lieu : rue d'Espagne, 67 ; architecte : Ernest Blerot ; propriétaire : Van Bellingem.
- 68) 1901, ornement : chardons ; lieu : rue d'Espagne, 65 ; architecte : probablement (Ernest Blerot ?), propriétaire : Van Bellingem.
- 69) 1901, ornement : marguerite ; lieu : place de Parme (actuellement : place Morichar) ; architecte : Masure.
- 69 A) 1901, ornement : tête, marguerite ; plaque en sgraffito (échantillon).
- 69 B) 1901, ornement : marguerite ; plaque en sgraffito (échantillon).

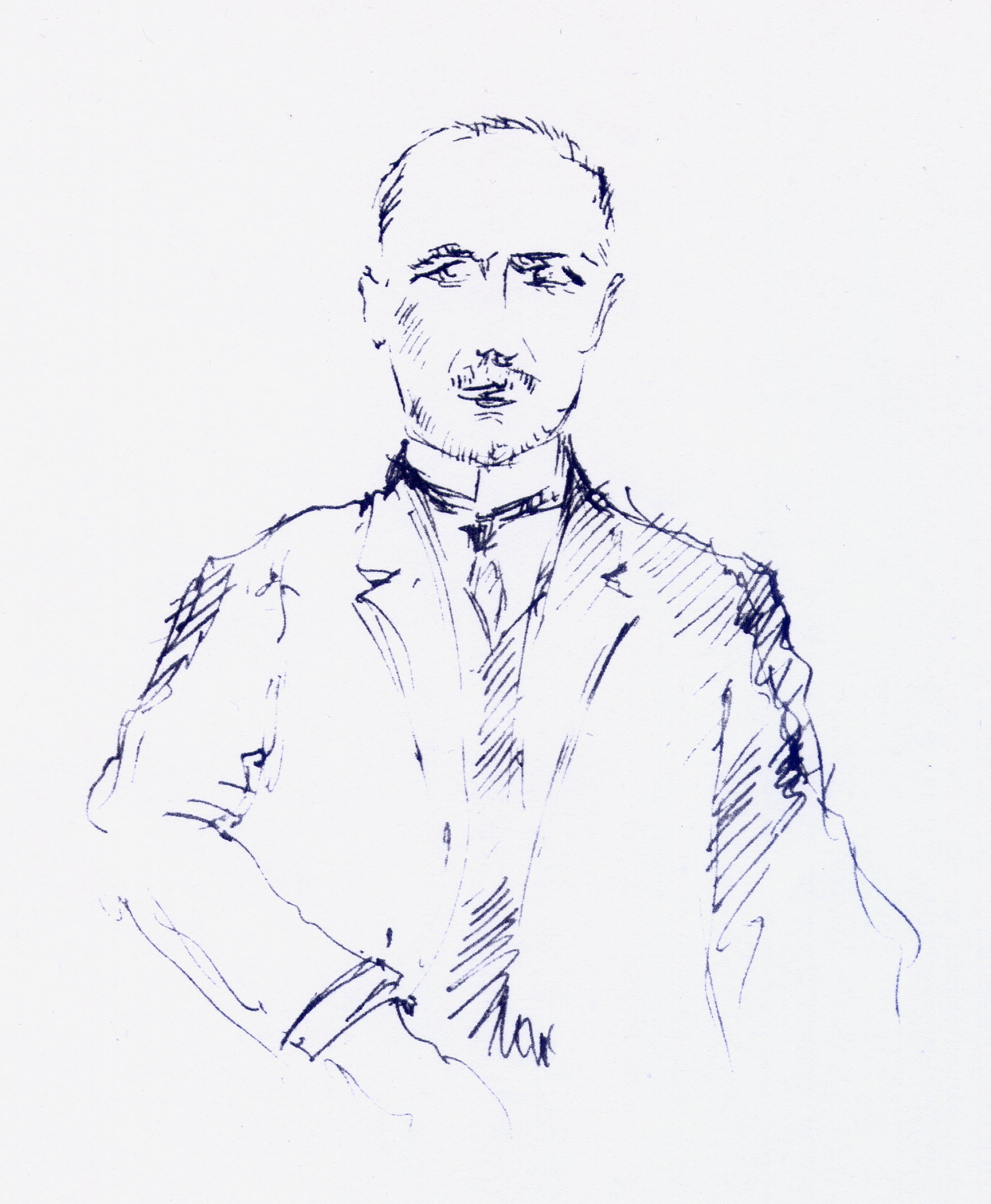
Gabriel van Dievoet (1875-1934), dessin par son fils Léon van Dievoet

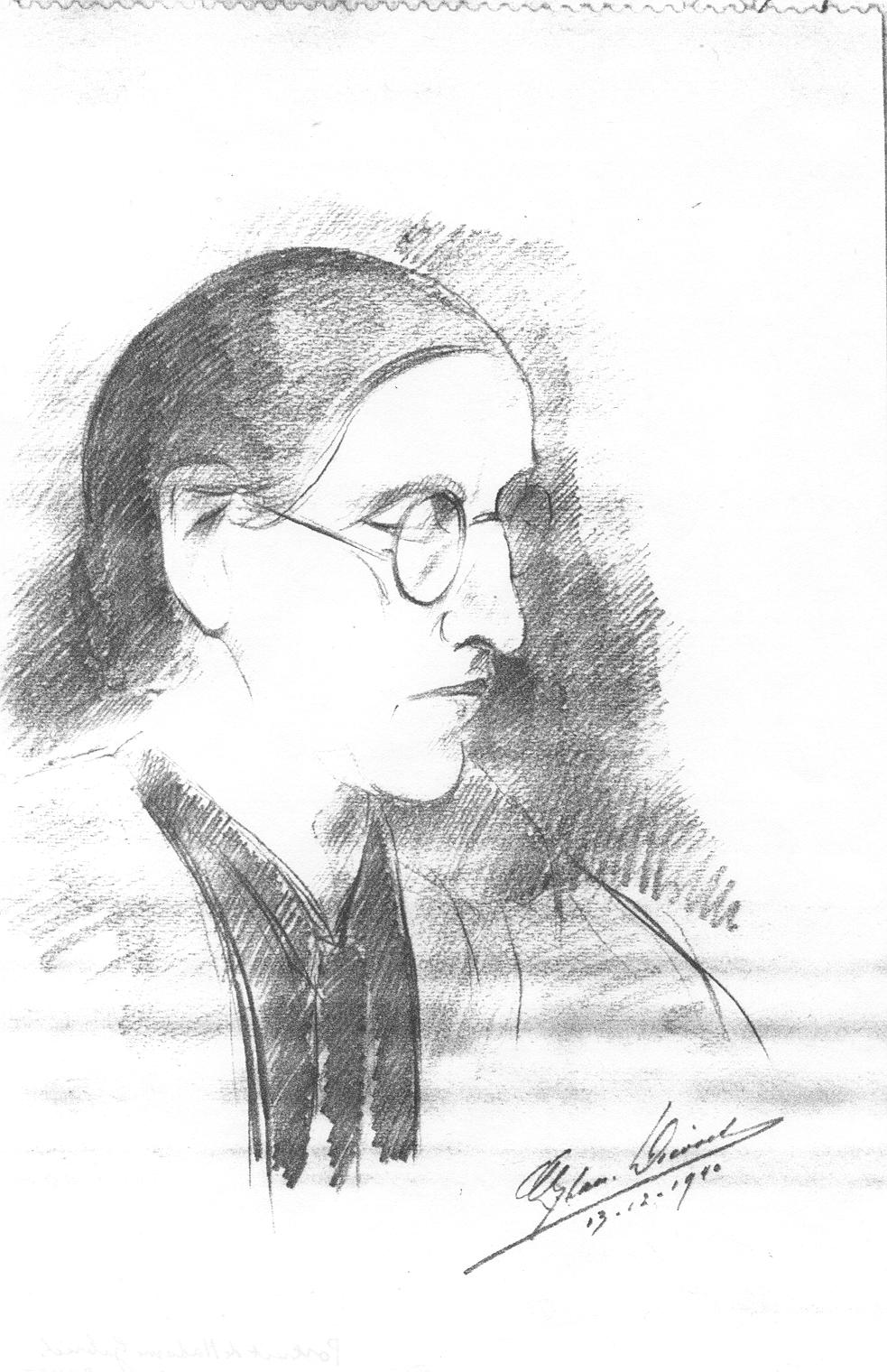
Alice Demets (1878-1945), épouse de Gabriel van Dievoet (1875-1934), dessin par son fils Léon van Dievoet (1907-1993).

#### 1902
- 70) 1902, ornement : églantines ; lieu : villa à Watermael ; architecte : Henri Van Dievoet ; propriétaire : Lepreux.
- 71) 1902, ornement : chardons ; lieu : avenue Brugmann ; architecte : Albert Jeannin.
- 72) 1902, ornement : grec ; lieu : rue de Turin ; architecte : Guillaume Low ; propriétaire : Dassesse.
- 73) 1902, ornement : marguerite ; lieu : quai de Quenast, Ferme des boues ; architecte : Henri Van Dievoet.
- 74) 1902, ornement : marguerite ; lieu : rue de Turquie, 76 ; propriétaire : Vuy.
- 75) 1902, ornement : iris ; lieu : rue de Turquie, 76 ; propriétaire : Vuy.
- 76) 1902, ornement : marguerite ; lieu : rue d'Irlande ; propriétaire : Zwaelen.
- 77) 1902, ornement : pavots ; lieu : rue Archimède ; propriétaire : Lespinne.
- 78) 1902, ornement : marguerite ; lieu : rue Philippe le Bon ; propriétaire : Maeck.
- 79) 1902, ornement : marguerites et pavots ; lieu : école à Drogenbos ; architecte : Fernand Symons.
- 80) 1902, ornement : pavots (2,14 m) ; lieu : rue de Veeweyde, 16 ; architecte : De Wit.
- 81) 1902, ornement : chardons (2,61 m) ; lieu : rue de Veeweyde, 18 ; architecte : De Wit.
- 82) 1902, ornement : marguerite (6 m2) ; lieu : rue de la Filature, 15 ; architecte : De Wit ; propriétaire : Lefèbvre.
- 83) 1902, ornement : iris ; lieu : avenue Livingstone, 19 ; architecte : Édouard Elle ; propriétaire : Walckiers.
- 84) 1902, ornement : pavots (6,44 m2) ; lieu : rue Verbist ; architecte : Guillaume Low (Maeck) ; propriétaire : Van Dooren.
- 85) 1902, ornement : Saint-Michel ; lieu : rue Armand-Campenhout (habitations à bon marché) ; architecte : Henri Van Dievoet.
- 86) 1902, ornement : pavots ; lieu : boulevard Léopold II ; architecte : Guillaume Low ; propriétaire : Vandevoorde.
- 87) 1902, ornement : grec ; lieu : rue de l'Église ; architecte : Guillaume Low ; propriétaire : Vandevoorde.
- 88) 1902, ornement : marronniers ; lieu : chaussée de Vleurgat ; architecte : Bouwens.
- 89) 1902, ornement : bluets (3 m2) ; lieu : rue d'Allemagne, 121 ; architecte : De Wit ; propriétaire : Van Hooren.
- 90) 1902, ornement : marguerites ; lieu : avenue d'Auderghem, 84.
- 91) 1902, ornement : marguerites ; lieu : rue de la Tourelle, 20.
- 92) 1902, ornement : marguerites ; lieu : rue de la Tourelle, 22.
- 93) 1902, ornement : poules, canards (3,12 m2) ; lieu : rue Émile-Banning ; architecte : De Ryck ; propriétaire : Vandenberghe.

#### 1903
- 94) 1903, ornement : soleils ; lieu : rue Philippe le Bon ; architecte : Édouard Elle ; propriétaire : De Coster.
- 95) 1903, ornement : pavots ; lieu : rue Philippe le Bon ; architecte : Édouard Elle ; propriétaire : De Coster.
- 96) 1903, ornement : Renaissance ; lieu : rue Africaine ; architecte : De Kock ; propriétaire : Me Blaise.
- 97) 1903, ornement : Renaissance ; lieu : rue Wilson, 66 ; architecte : Guillaume Low (Maeck) ; propriétaire : Me Van Bellinghem.
- 98) 1903, lieu : chaussée de Forest ; architecte : Georges Peereboom ; propriétaire : Paquet.
- 99) 1903, ornement : lys ; lieu : avenue Brugmann, 441 ; propriétaire : Hellin.
- 100) 1903, ornement : Renaissance ; lieu : rue Edmond de Grimberghe ; architecte : Henri Van Massenhove ; propriétaire : Plâte.
- 101) 1903, ornement : anémones (4 m2) ; lieu : rue du Tyrol ; propriétaire : Malvaux ; observation : Maeck.
- 102) 1903, ornement : pavots ; lieu : rue des Patriotes ; observation : Maeck.
- 103) 1903, ornement : soleils ; lieu : rue des Patriotes ; observation : Maeck.
- 104) 1903, ornement : (10,50 m) ; lieu : maison communale de Dilbeek ; architecte : Fernand Symons ; propriétaire : .
- 105) 1903, ornement : pavots (3,06 m) ; lieu : villa du Phare à Duinbergen ; architecte : Franz Van Ophem ; propriétaire : Legrand.
- 106), ornement : jonquilles (1,76 m) ; lieu : villa des Jonquilles à Duinbergen ; architecte : Franz Van Ophem ; propriétaire : Borremans.
- 107) 1903, ornement : marguerites ; lieu : avenue des Viaducs à Charleroi (actuellement : avenue des Alliés) ; architecte : Octave Carpet ; propriétaire : M. Dourlet.
- 108) 1903, ornement : figure ; lieu : Verriers à Jumet Charleroi ; architecte : Octave Carpet ; propriétaire : syndicat.
- 109) 1903 (8 septembre), ornement : pavots ; lieu : boulevard d'Omalius, 63 à Namur ; architecte : Jules Lalière ; propriétaire : Collin.
- 110) 1903 (10 septembre), ornement : marguerites (2,95 m) ; lieu : rue des Deux-Tours, 112 ; architecte : Félix Van Hauwermeiren et Édouard Van Boom ; observation : entreprises Arys (Walckiers).
- 111) 1903 (8 octobre), ornement : roman (4,15 m) ; lieu : Couvent des Sept Douleurs ; observation : Brassinne.
- 112) 1903 (14 octobre), ornement : marguerite (4,00 m) ; lieu : rue Joseph-II ; architecte : Bouwens ; observation : De Waele.
- 113) 1903 (15 octobre), ornement (1,00) ; lieu : Caisse d'épargne de Bruxelles ; architecte : Henri Van Dievoet ; entrepreneur : Masson Entrepreneur.
- 114) 1903 (7 novembre), ornement : marguerite ; métrage : 8 m ; lieu : avenue Gillieaux à Charleroi ; architecte : Jules Lalière ; propriétaires : Haus et Gillieaux.
- 115) 1903 (7 novembre), ornement : bluets ; métrage : 0,46 m ; lieu : avenue Gillieaux à Charleroi ; architecte : Jules Lalière ; propriétaires : Haus et Gillieaux.
- 116) 1903 (7 novembre), ornement : soleil ; métrage : 2 m ; lieu : avenue Gillieaux à Charleroi ; architecte : Jules Lalière ; propriétaire : Haus et Gillieaux.
- 117) 1903 (7 novembre), ornement : narcisse ; métrage : 3,50 m ; lieu : avenue Gillieaux à Charleroi ; architecte : Jules Lalière ; propriétaire : Haus et Gillieaux.
- 118) 1903 (5 décembre), ornement : paon, marguerite ; métrage : 7,35 m ; lieu : rue Washington, Bruxelles ; architecte : Rochez ; propriétaire : De Ceuninckx.

#### 1904

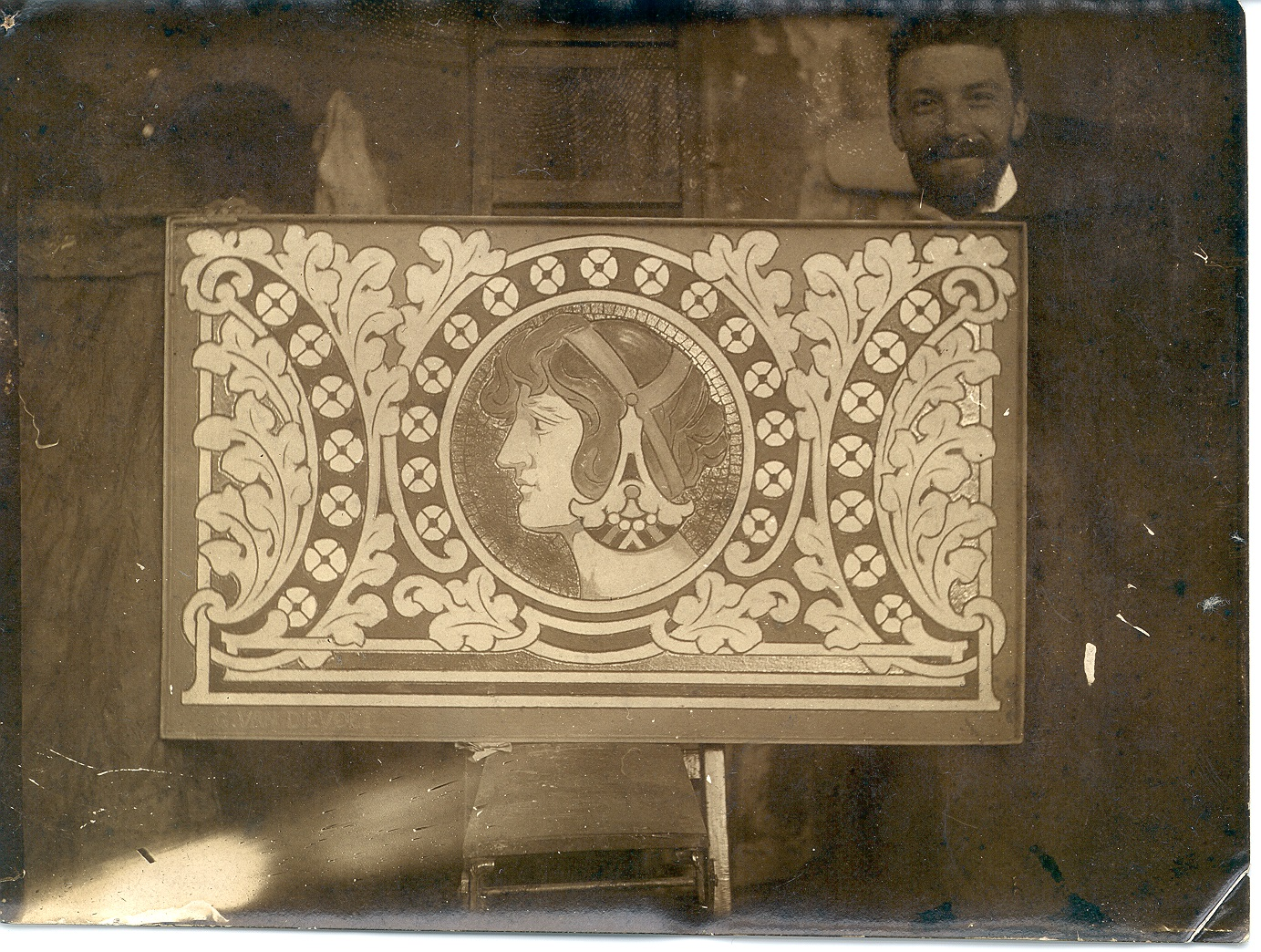
Gabriel Van Dievoet dans son atelier de la rue Souveraine, 91, à Ixelles, devant un sgraffito destiné à la façade de la pharmacie Paul Weil, boulevard de Waterloo, 94 à Bruxelles (photo du 25 août 1904).

- 119) 1904 (16 mars), ornement : iris, pavots ; mètrage : 3,05 m ; lieu : rue Peter Benoit, 9-11 ; architecte : Victor Boelens[18]; propriétaire : Louis Lenseclaes ; entrepreneur : Entreprises Van Meirbeek.
- 120) 1904 (26 mars), ornement : marguerite ; métrage : 4,42 m ; lieu : Café Regina ; architecte : Gérard Diaz ; entrepreneur : Entreprises François.
- 121) 1904 (27 avril), ornement : faux fraisier ; métrage : 5,50 m ; lieu : rue Victor Gryson ; architecte : Jules Mockel ; propriétaire : Jules Mockel ; entrepreneur : Entreprises Michel.
- 122) 1904 (25 mai), ornement : classique ; métrage : 20 m ; lieu : boulevard de Waterloo, 94 ; architecte : Jules Mockel ; propriétaire : Jules Mockel ; entrepreneur : Entreprises Michel (il s'agit de la pharmacie Weil).

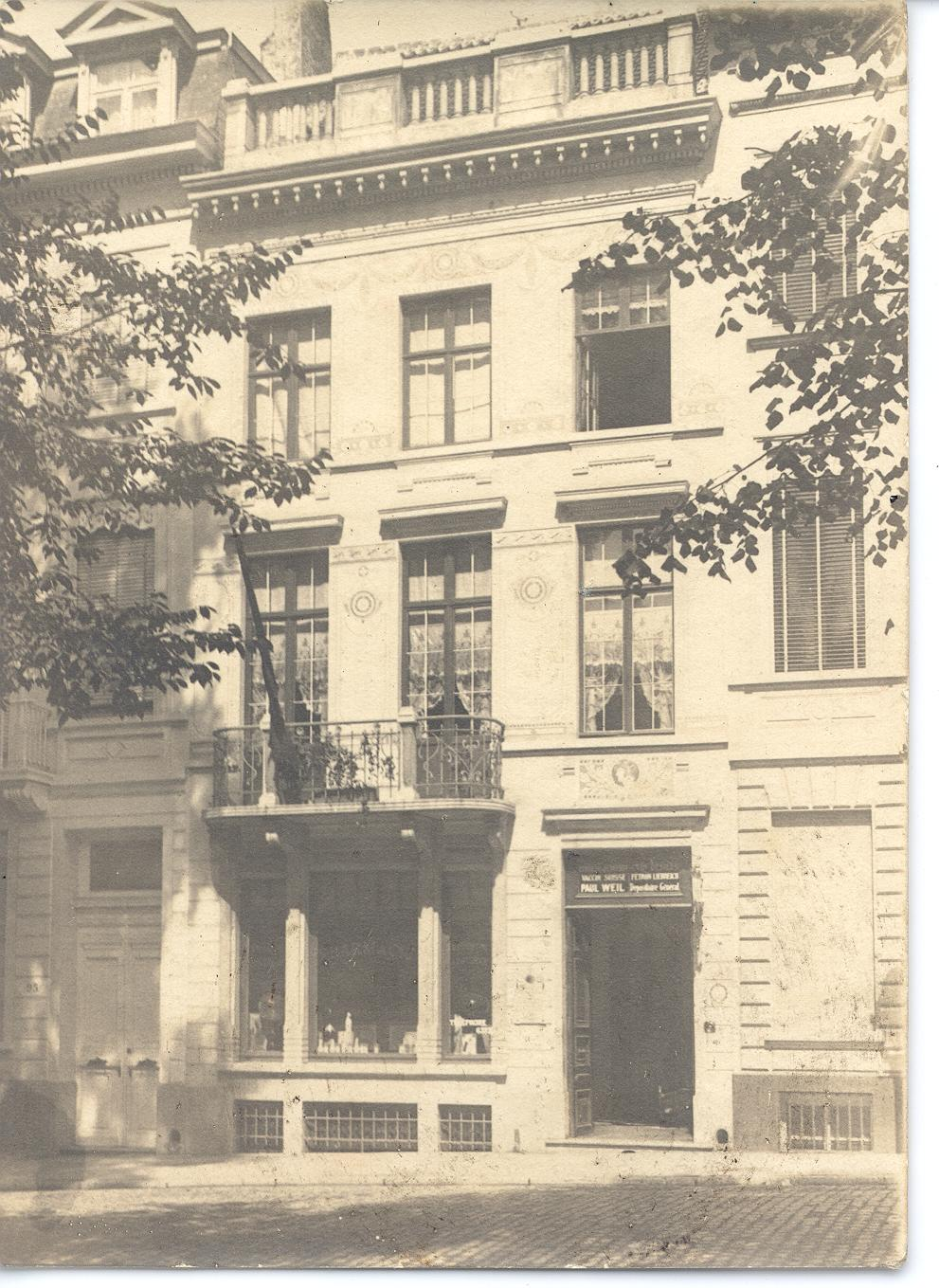
La façade de la pharmacie Paul Weil, boulevard de Waterloo, 94 à Bruxelles, sgraffites par Gabriel Van Dievoet, réalisés le 25 mai 1904 (ornement : classique ; métrage : 20m ; lieu : boulevard de Waterloo ; architecte : Jules Mockel ; propriétaire : Jules Mockel ; entrepreneur : Entreprises Michel). (Photo par Gabriel van Dievoet).

- 123) 1904 (14 juin), ornement : la flèche ; métrage : 2 m ; lieu : boulevard Léopold II, 200 ; architecte : Raemdonck (fils) ; propriétaire : Eylenbosch ; observation : Raemdonck.
- 124) 1904 (17 juin), ornement : sorbiers ; métrage : 2 m2 ; lieu : Parc de Genval (actuellement : avenue des Merisiers 4, Genval. Villa Les Sorbiers, en style normand) ; architecte : Fernand Symons ; propriétaire : Fernand Symons.
- 125) 1904 (21 juin), ornement : marguerite ; métrage : 2,5 m ; lieu : avenue de Tervueren ; propriétaire : De Wit ; observation : Leblicq.
- 126) 1904 (28 juin), ornement : marguerite ; métrage : 4,32 m ; lieu : Ham-sur-Sambre ; propriétaire : Pietquin.
- 127) 1904 (30 juin), ornement : marguerite ; métrage : 1,5 m ; lieu : rue Gérard ; architecte : Joseph Van Neck ; propriétaire : Duboisdenghien ; observation : Pastiaux.
- 128) 1904 (5 juillet), ornement : diverses ; métrage : 8,14 m ; lieu : Tertre ; architecte : Constant Sonneville (Tournai) ; propriétaire : Escoyez ; observation : Brassinne.
- 129) 1904 (5 juillet), ornement : marguerite ; métrage : 0,66 m ; lieu : rue du Duc ; architecte : Dupon ; propriétaire : Dupon.
- 130) 1904 (septembre), ornement : marguerite ; métrage : 4,73 m ; lieu : avenue du Solbosch, 8 ; architecte : Hallaux ; propriétaire : Hallaux.
- 131) 1904 (octobre), ornement : marguerite ; métrage : 4,27 m ; lieu : avenue de la Chevalerie ; architecte : Henri Corr ; propriétaire : Henri Corr.
- 132) 1904 (octobre), ornement : marguerite ; métrage : 3,96 m ; lieu : rue Hobbema ; architecte : Henri Corr ; propriétaire : Henri Corr.
- 133) 1904 (octobre), ornement : anémones ; métrage : 1,17 m ; lieu : rue Bordiau ; architecte : Henri Corr ; propriétaire : Henri Corr.
- 134) 1904, ornement : classique ; métrage : 1,05 m ; lieu : rue Van Campenhout ; architecte : Félix Van Hauwermeiren ; propriétaire : Félix Van Hauwermeiren.

#### 1905
- 135) 1905 (1er juin) (ex.): ornement : marguerites (16 m2) ; lieu : Auderghem ; architecte : Laenen ; propriétaire : Verrycker.
- 136) 1905 (2 juin), ornement : figures ; lieu : Auderghem.
- 137) 1905 (2 juin), ornement : pavots ; lieu : rue Africaine ; architecte : Leclerc ; propriétaire : Postiaux.
- 138) 1905 (8 août), ornement : pavots ; lieu : chaussée de Waterloo ; observation : Leblicq.
- 139) 1905 (septembre), ornement : marguerite ; lieu : Lodelinsart ; observation : Deschamps.
- 140) 1905 (septembre), ornement : diverses (4,12 m2) ; lieu : rue Maraîchère, 61 (actuelle rue Fernand Neuray à Ixelles) ; propriétaire : Desmedt ; observation : Postiaux.
- 141) 1905 (septembre), ornement : diverses (4,52 m2) ; lieu : rue Maraîchère, 63 (actuelle rue Fernand Neuray à Ixelles).
- 142) 1905 (octobre), ornement : classique (66 m2) voûte ; lieu : Grand-Place de Bruxelles, 17, au "Pot d'étain" (caves) ; propriétaire : Madoux.
- 143) 1905, octobre, ornement : classique (1 m2) ; lieu : rue Van Eyck ; architecte : Dervois.

#### 1906
- 144) 1906, ornement : pavot, tête (4,27 m) ; lieu : boulevard Militaire ; architecte : Fernand Symons ; propriétaire : Van der Heyden ; entrepreneur : Jaumotte Entrepreneur.

#### 1907
- 145) 1907, ornement : marguerites (4 m2) ; lieu : avenue Louis-Bertrand, 39 ; architecte : Latteur ; propriétaire : Bruyère.

#### 1908
- 146) 1908 (janvier), ornement : figures (1,17 m2) ; lieu : église de Machelen ; architecte : Vanden Bemden ; propriétaire : curé Struyt.
- 147) 1908 (février), ornement : laurier (0,76 m) ; lieu : rue Verbist, 88 ; architecte : Vincke ; entrepreneur : Entreprises E. Verdoodt.
- 148) 1908 (mars), ornement : lauriers, têtes (3,06 m) ; lieu : rue des Coteaux, 53-55 (actuel 55-57) ; architecte : Dominique Fastré ; propriétaire : Billet.

### Travaux de décorations, fresques, peintures murales (extraits)
- 1897, Exposition internationale de Bruxelles de 1897, compartiment du livre ; architecte Henri Van Dievoet : iris, panneaux entre colonnes ; palmes, grands panneaux avec cartouches, entre cintre, panneaux avec médaille ; iris, petites frises ; 2-8.
- 1897, Exposition internationale de Bruxelles de 1897, République Dominicaine (M. Pento), chrysanthèmes et plantes de tabac, tentures, 4-35.
- 1900, villa Doris, Middelkerke (Zeedijk, 177) ; tenture. salon ; M. Leclercq ; iris.
- 1900, Café Automatique, rue Neuve ; verveine : café, plafond, gorge ; glycine : terrasse.
- 1900, Café Terminus, place Rogier ; marguerites, plafond.
- 1901, Restaurant Automatique Nord, rue du Progrès ; murs, frises, plafond.
- 1901, Châtelineau, rue Saint-Barthélemy, 3 ; M. Francoue ; lys, salon plafond ; iris, salle à manger, plafond.
- 1901, Café des Trois Arcades, avenue Louise, Bruxelles.
- 1901, Hôtel de Berlin, rue du Progrès, plafond, coin.
- 1901, Coosemans Henri, 15 rue Royale, magasin, Louis XVI, plafond, frise ; petites feuilles, glycine, chardons, médaillon (figure), chardon (tenture), Louis XV, lambris, frise.
- 1902, villa de M. Debacker, avenue de Tervueren, 253 ; capucines, petite salle à manger ; jardin d'hiver, plafond ; bureau, petit motif ; grande salle à manger, motif ; un petit panneau au-dessus de la porte d'entrée du salon, sujet : Pastoral d'après Boucher.
- 1902, Automatique Nord, rue du Progrès, café, plafond, rosace, dessus de porte ; glycine.
- 1902, Quo Vadis, magasin de cigares Tinchant, rue du Progrès, 9 ; pavots : magasin, plafond, petit motif de bande, semis, coin.
- 1903, Barrière Supprimée, café chaussée de Charleroi, M. Caillet ; marguerites, café, mur, frises.
- 1904 (août) : M. Jules Mockel, rue Victor Gryson, 42 ; vestibule d'entrée.
- 1904 (septembre) : pâtisserie Chappin, rue Simonis, 50 ; décoration comptoir, motifs coins et milieu.
- 1906 (octobre) : décoration plafonds ; Maison des Médecins.
- 1906, décoration plafond, salle à manger villa de M. Verrycker à Auderghem ; classique.
- 1906, décoration murale du café de M. Van Erp, coin rue Saint-Boniface, propriétaire M. Stassin (actuel restaurant-brasserie l'Ultime Atome), marronniers.

### Sa participation à l'Exposition universelle de Bruxelles de 1910
L'Exposition universelle de Bruxelles de 1910 offrit à de nombreux artistes belges l'occasion d'y faire connaître leur talent au niveau international, c'est ainsi que Gabriel Van Dievoet prit lui aussi une part active à la mise en œuvre de cette exposition dans la construction et la décoration de Bruxelles-Kermesse, conçue par les architectes Jules Barbier, puis Franz Van Ophem, comme une reconstitution d'un Bruxelles pittoresque de jadis qui était déjà en train de disparaître.
Il participa ainsi à l'édification et à la décoration de nombreuses reconstitutions de maisons de style néo-Renaissance flamande ou médiéval et son atelier travailla ainsi à la confection et à la pose de tables, volets, lambris, papiers peints, fer forgé, lustres Renaissance, etc., d'après les plans de l'architecte Van Ophem, et était encore en pleine activité le 22 avril, veille de l'ouverture et jusqu'au milieu du mois de mai.

### Œuvres de chevalet
Il est également l'auteur de peintures et d'aquarelles. La Bibliothèque royale de Belgique, Albertine, Cabinet des Estampes, conserve de lui une gravure intitulée Tête de Lion, cotée F 41265.

## Galerie

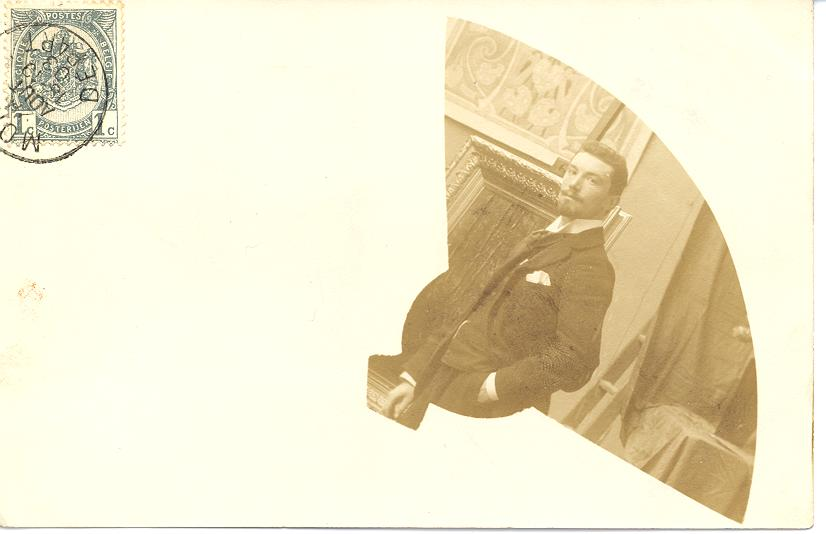
Gabriel Van Dievoet dans son atelier (1903).
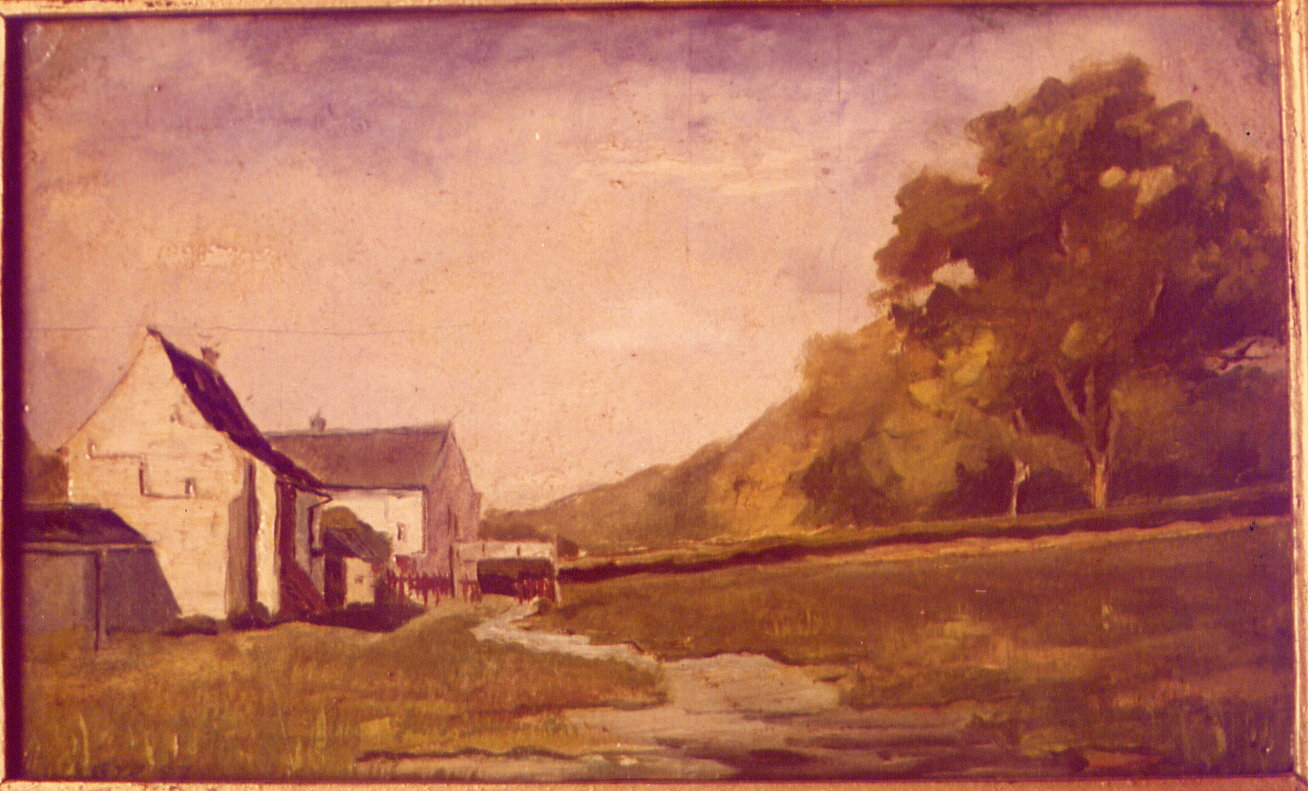
Rouge-Cloître, huile, 1897 (22,5 × 13,7 cm).
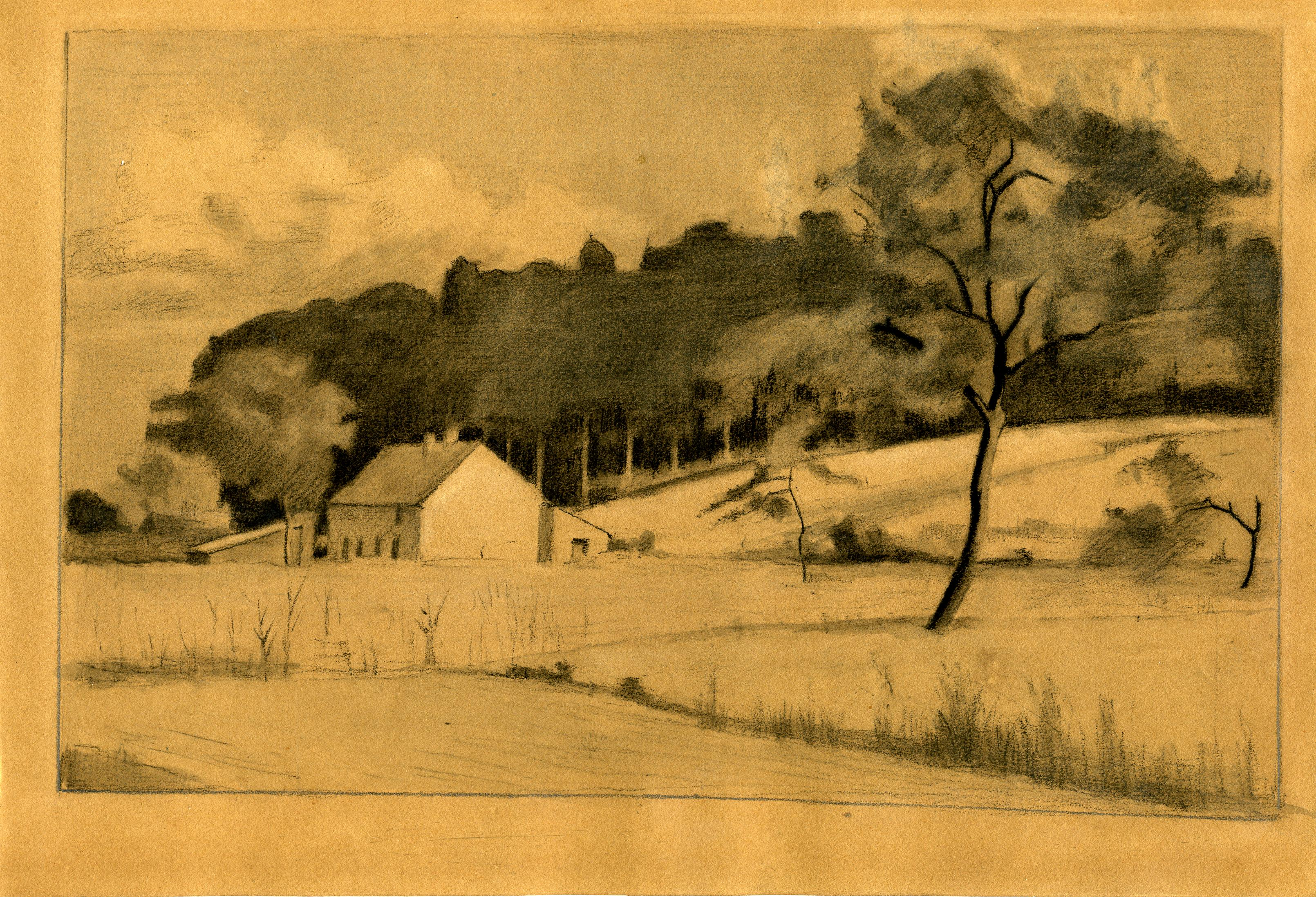
Étang (1896).
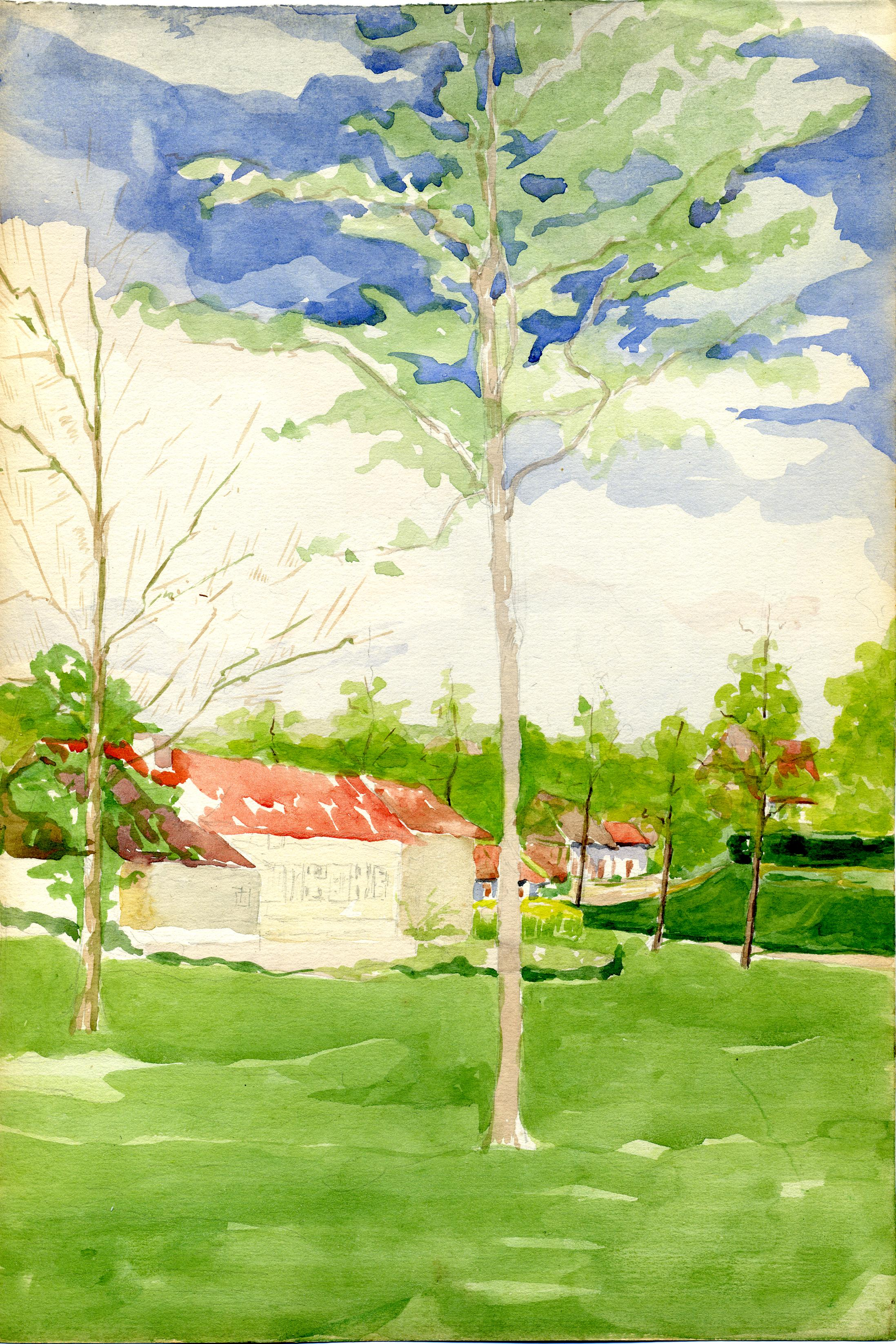
Village, aquarelle (vers 1895).
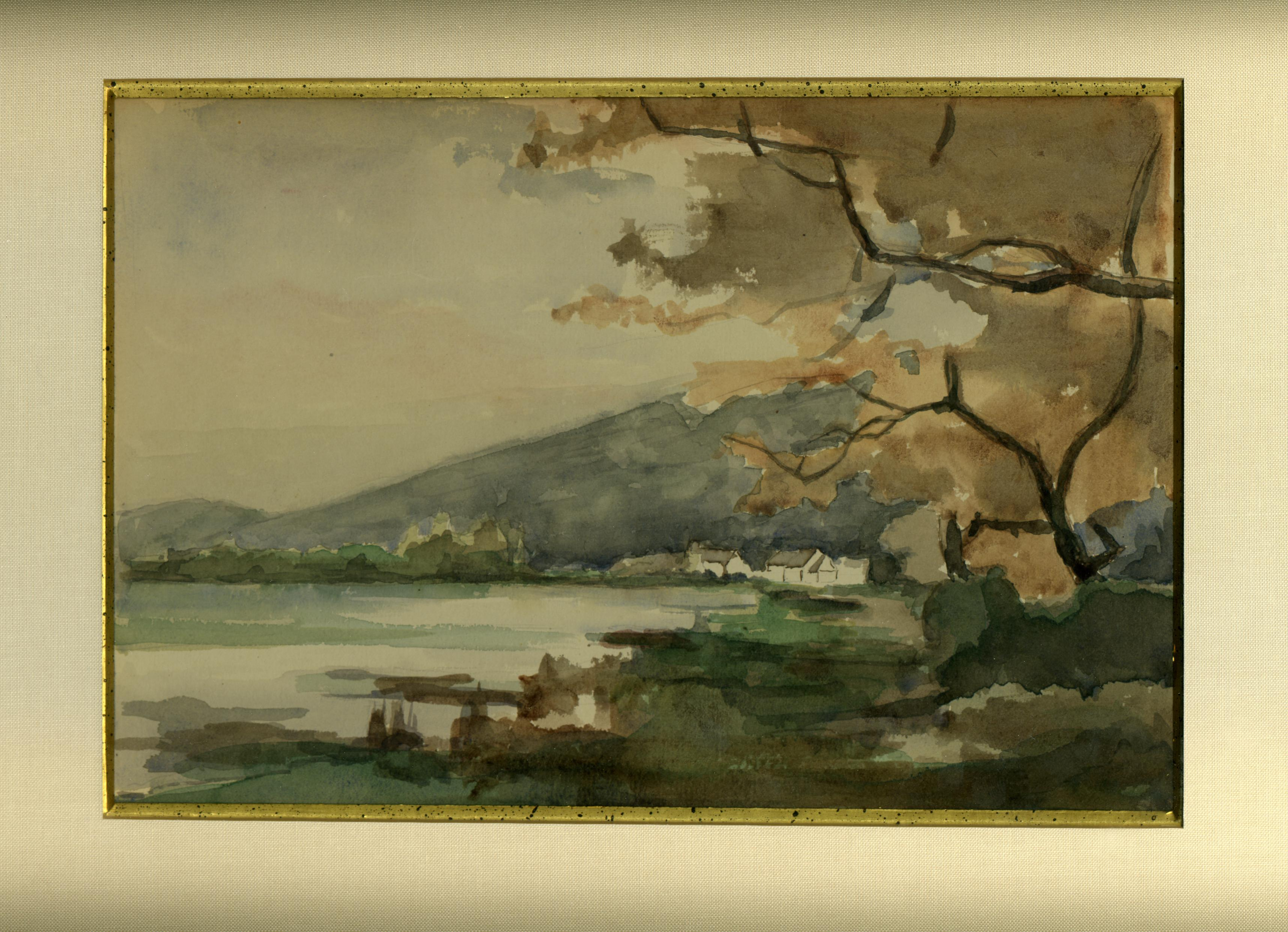
Le Rouge-Cloître, aquarelle.
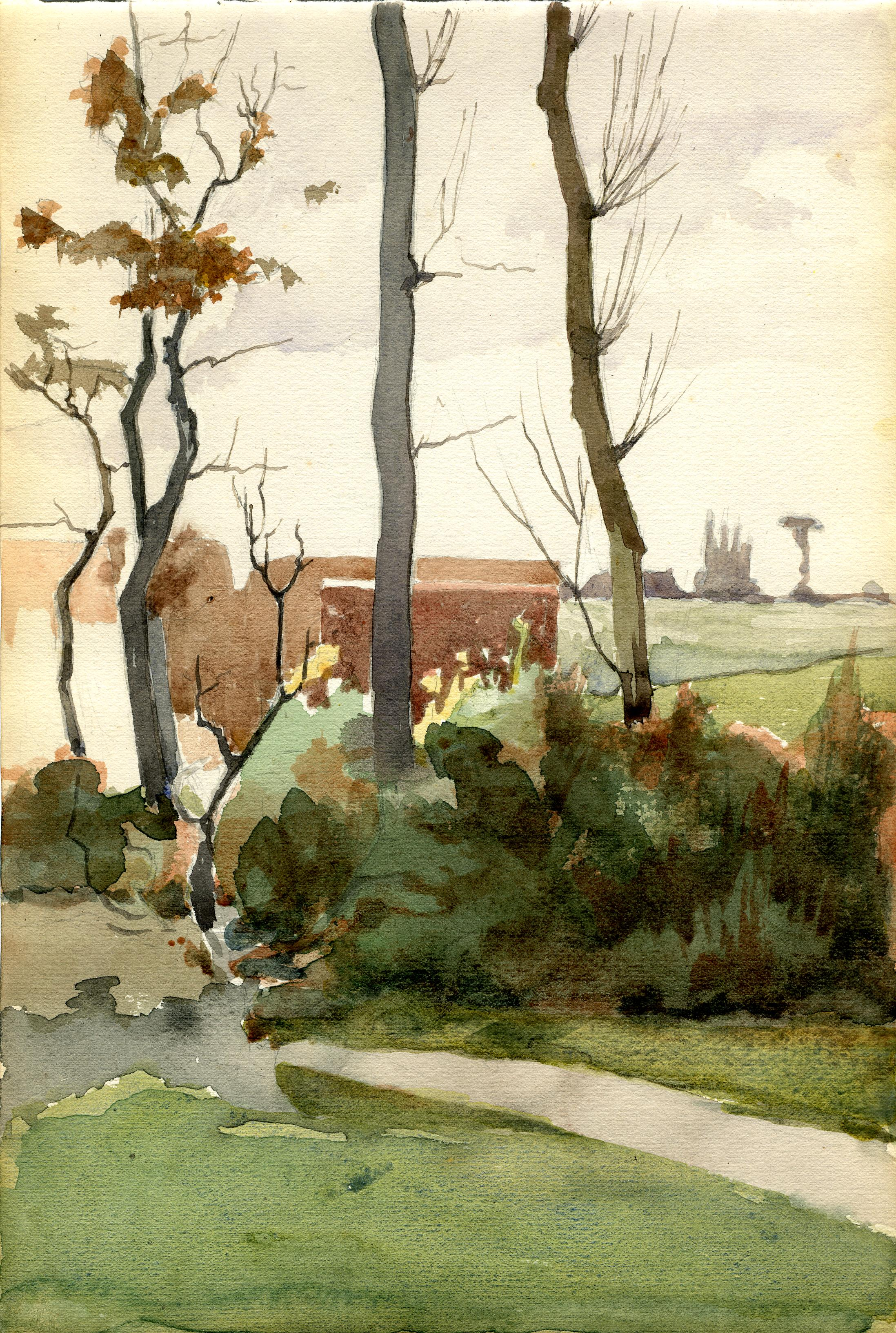
Chemin villageois (1896).
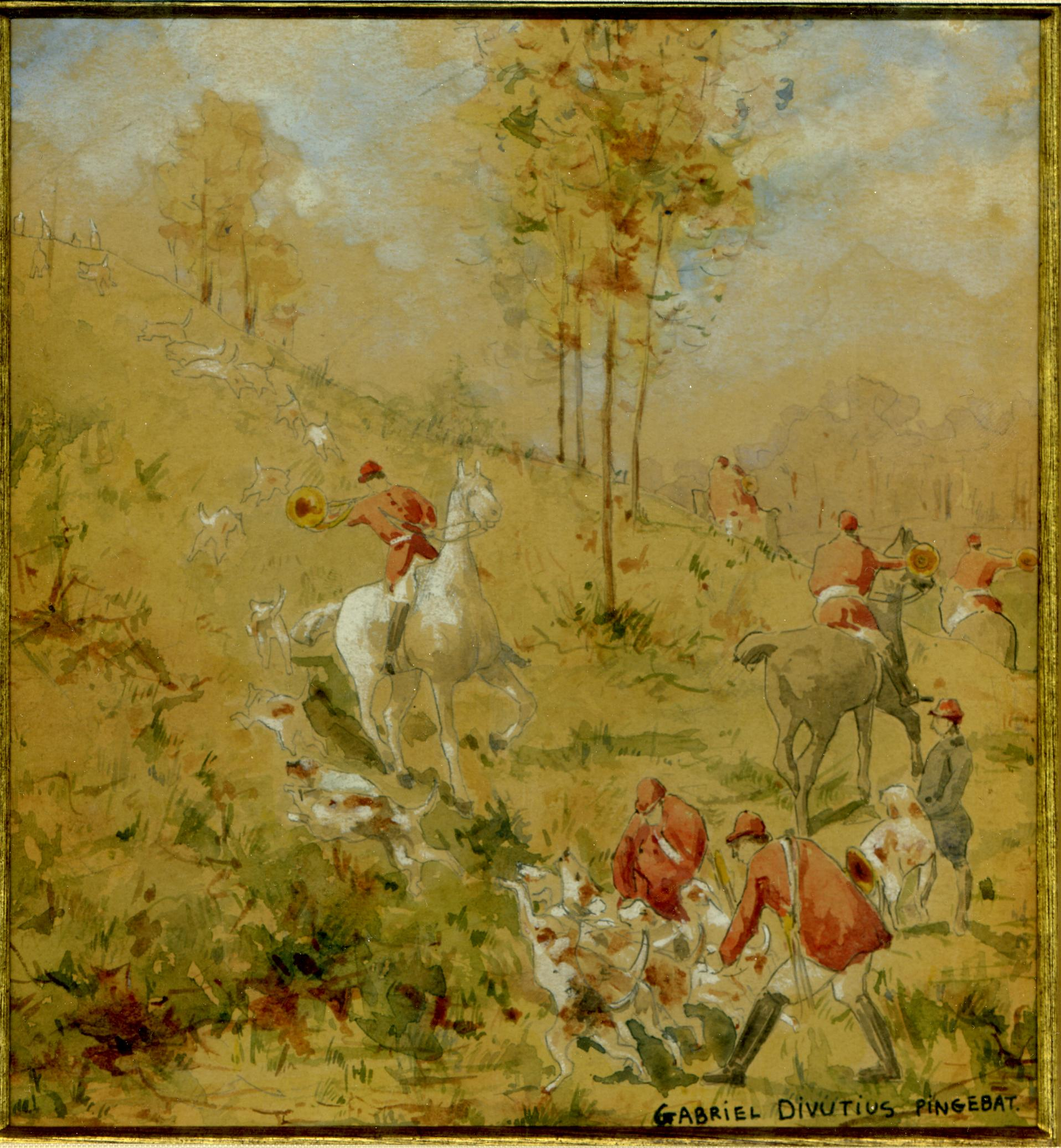
Chasse à courre, projet de fresque.
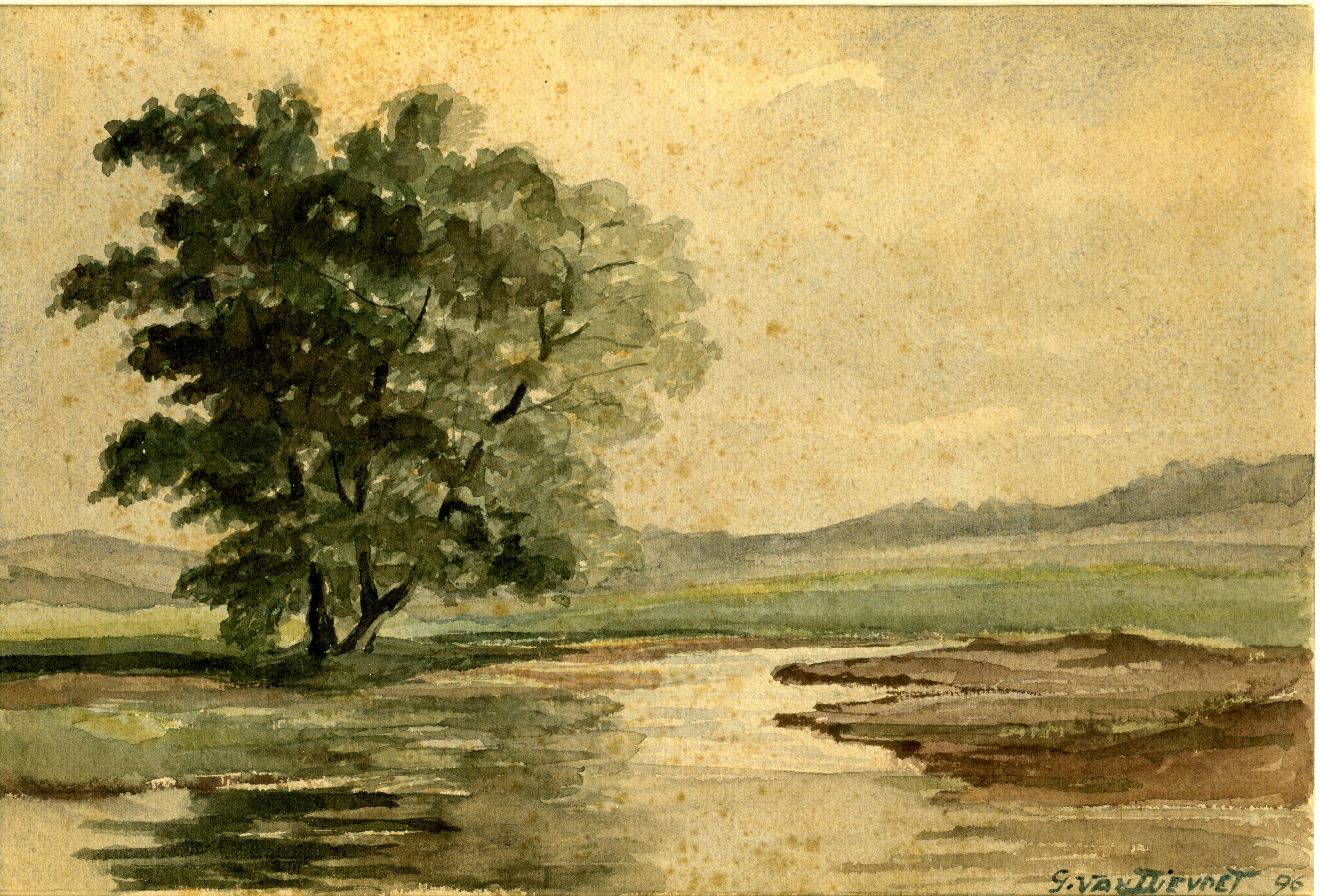
Étang, aquarelle (1896).
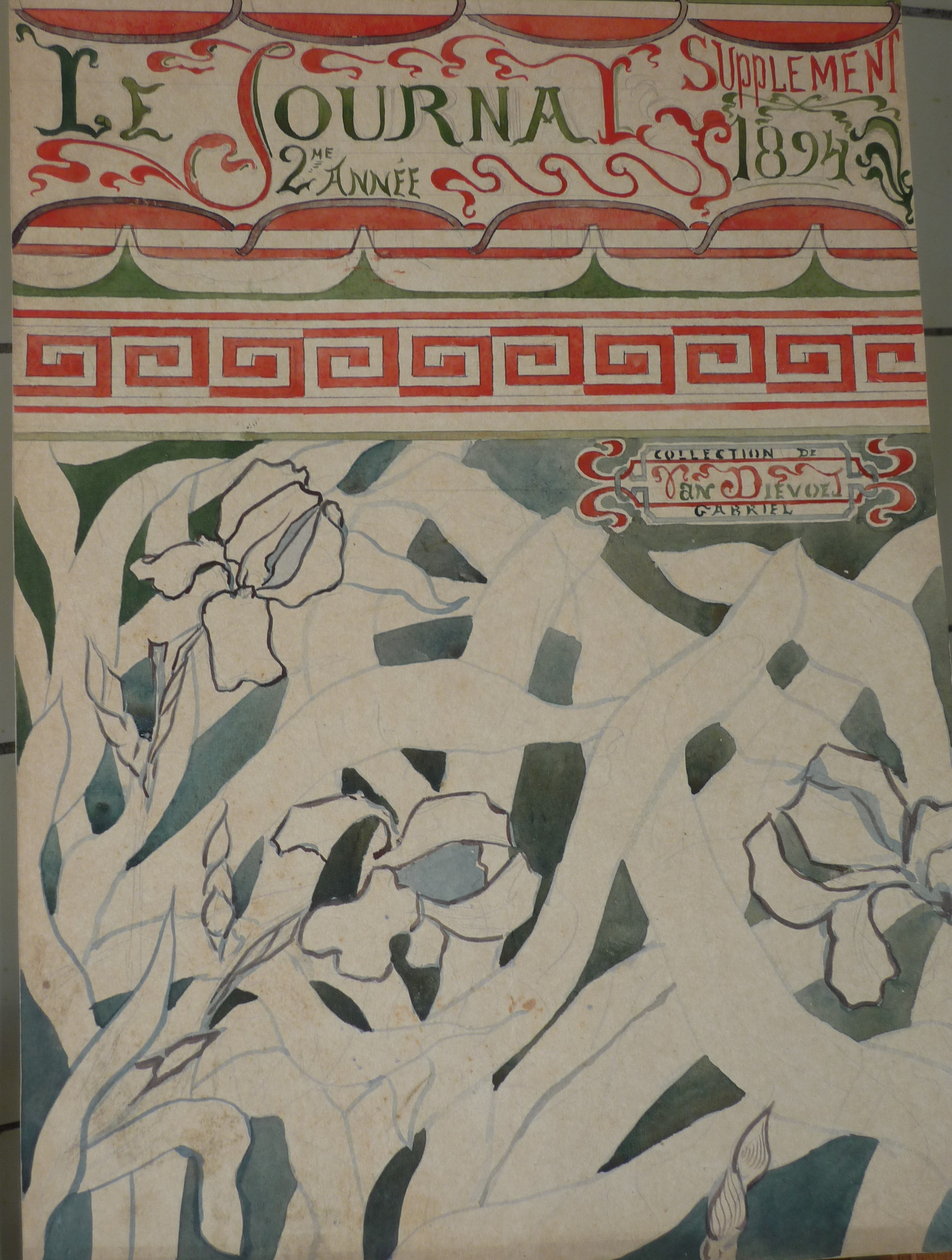
Projet de page pour Le Journal (1894).
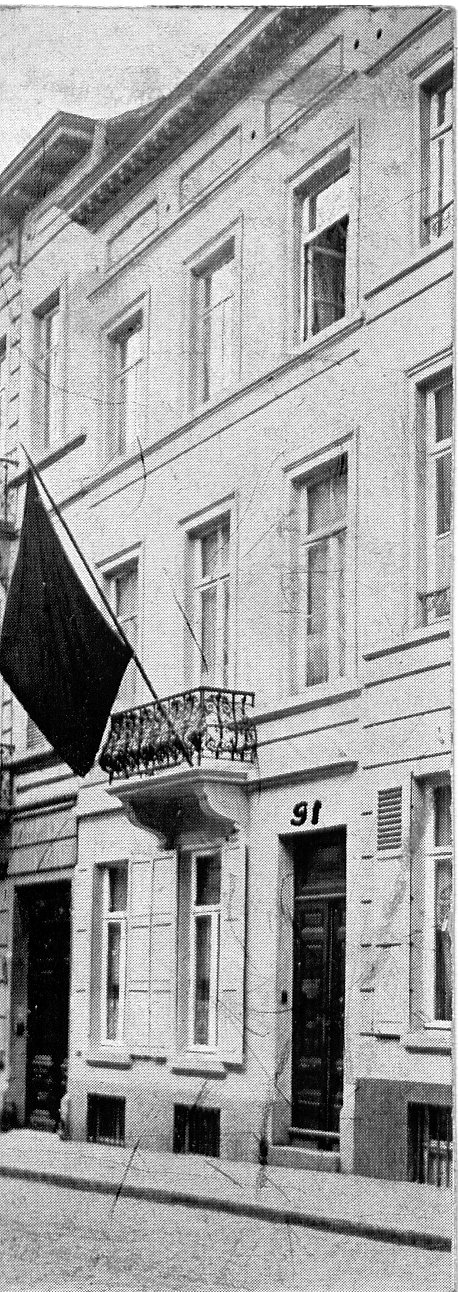
La maison de Gabriel Van Dievoet, rue Souveraine, 91, à Ixelles.
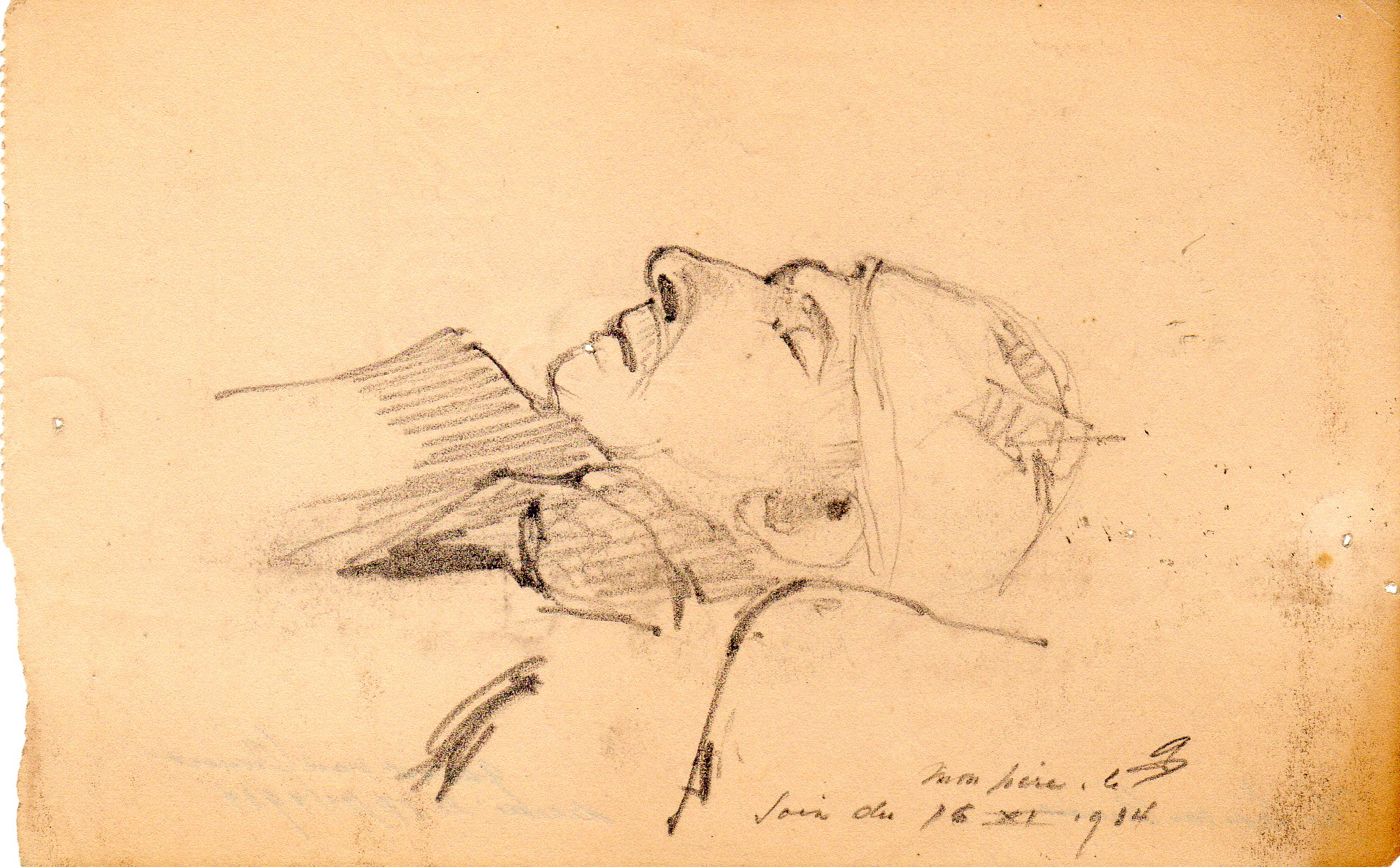
Gabriel Van Dievoet le soir du 16 novembre 1934 (mort le 17 novembre 1934). Dessin par son fils l'architecte Léon Van Dievoet.
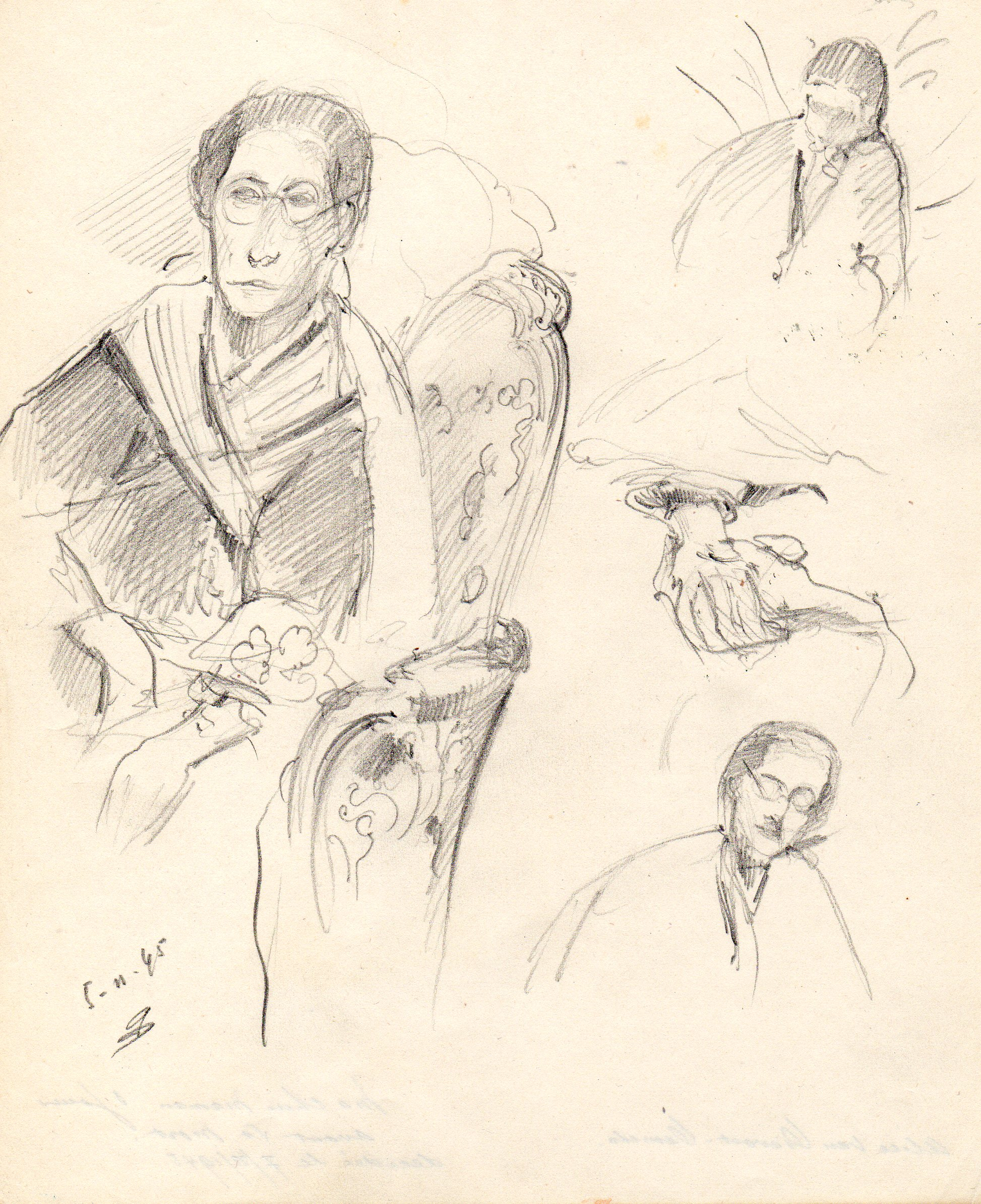
Alice Demets, veuve de Gabriel Van Dievoet. Dessin par son fils Léon Van Dievoet du 5 novembre 1945 (trois jours avant qu'elle ne décède).

## Médaille

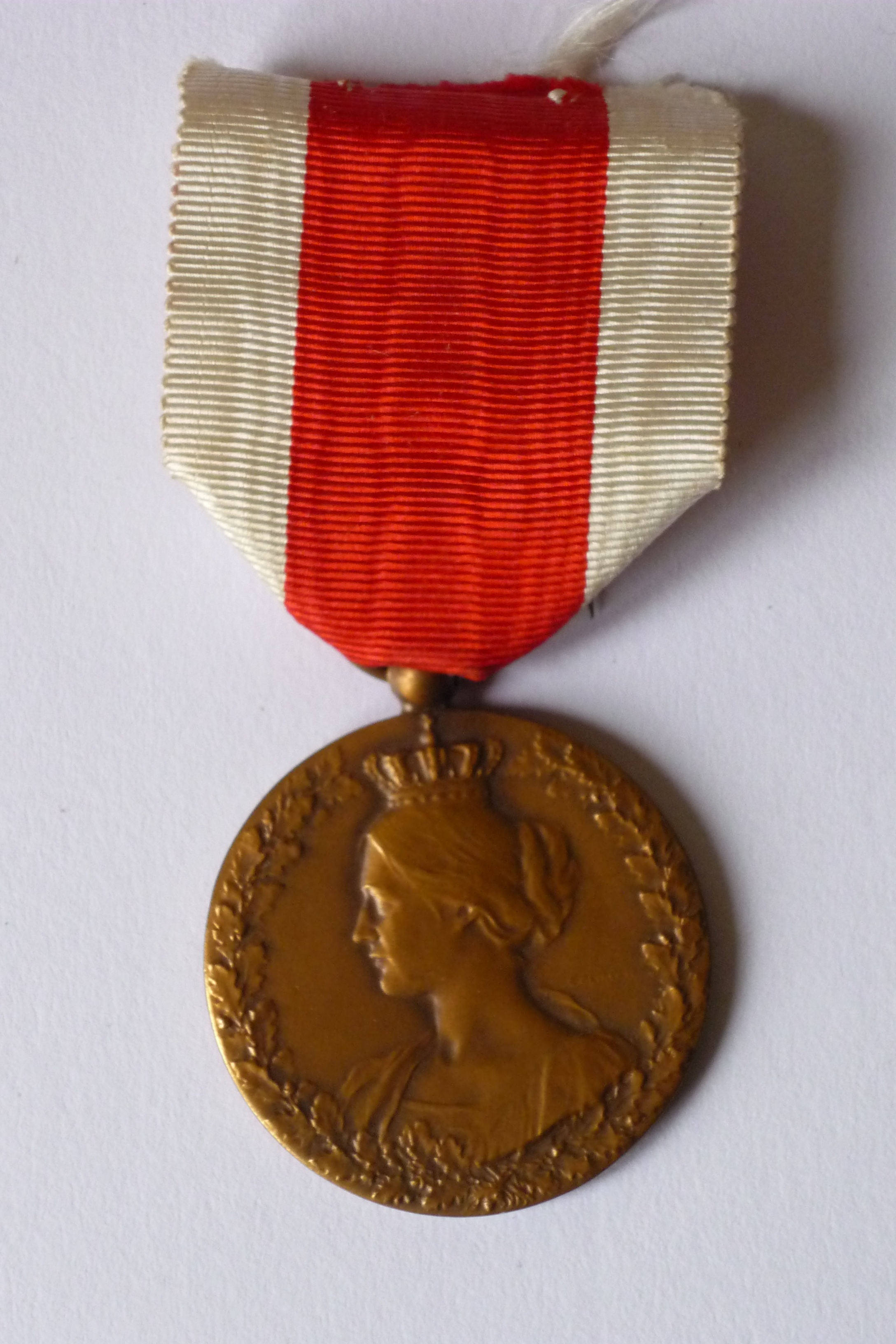
Médaille du Comité national de secours et d'alimentation durant la guerre de 1914-1918 ayant appartenu à Gabriel Van Dievoet, qui fit partie de ce comité.

Durant la guerre de 1914-1918, Gabriel Van Dievoet participa au Comité national de secours et d'alimentation dont il reçut la médaille commémorative.

## Sa famille

### Ses proches

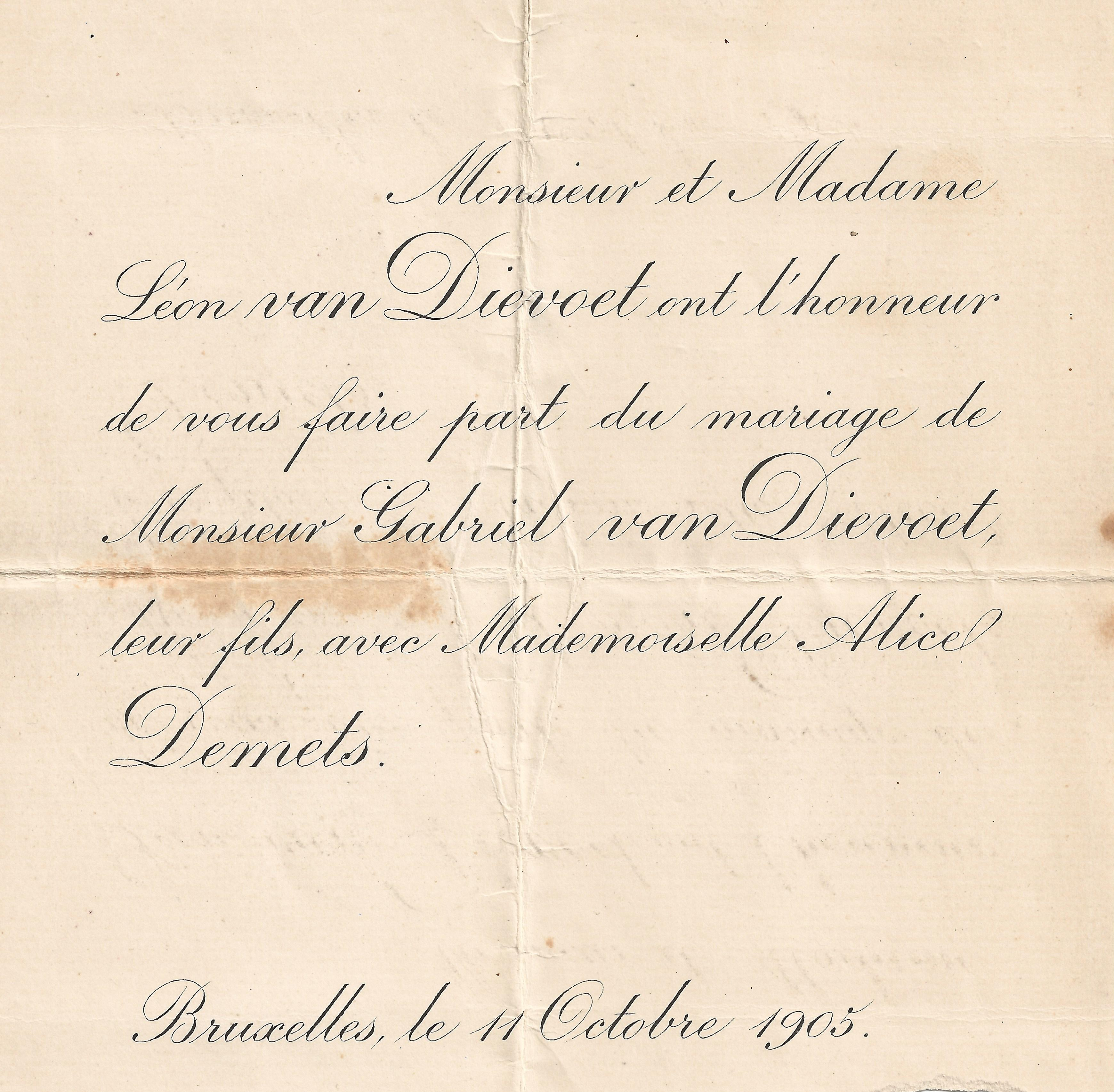
Faire-part de mariage de Gabriel van Dievoet et Alice Demets, 11 octobre 1905.

Gabriel Van Dievoet est le fils de Léon Van Dievoet, qui était commissionnaire-expéditeur par eau au 37, Quai-au-Bois à Brûler, et d'Hermine Straatman, fille de Lambert Straatman ; il est le petit-fils d'Eugène Van Dievoet, juge au Tribunal de Commerce de Bruxelles, et d'Hortense Poelaert (sœur de l'architecte Joseph Poelaert) et le frère de l'architecte Henri Van Dievoet.
Il épouse à Ixelles le 11 octobre 1905 (après conventions matrimoniales arrêtées devant Maître Albert Poelaert, notaire à Bruxelles, le 5 octobre 1905), Alice Demets, née à Bruxelles le 8 novembre 1878, et décédée à Saint-Gilles, rue Saint-Bernard, 150, le 7 novembre 1945.
Ils ont trois enfants :
- Léon Van Dievoet (1907-1993), architecte, peintre et graveur[20], chevalier de l'Ordre de Léopold et chevalier de l'Ordre de la Couronne, époux de Madeleine Van de Weyer (1916-2000).
- René Van Dievoet (1908-1978), sculpteur[21], ancien élève de l'Académie royale des beaux-arts de Bruxelles (atelier Rombaux) et de l'Académie de Saint-Gilles (atelier Léandre Grandmoulin), époux d'Yvonne Beauclercq (1916-2006).
- Valentine Van Dievoet (1914-2005), épouse d'Ernest Froment (1903-1982).

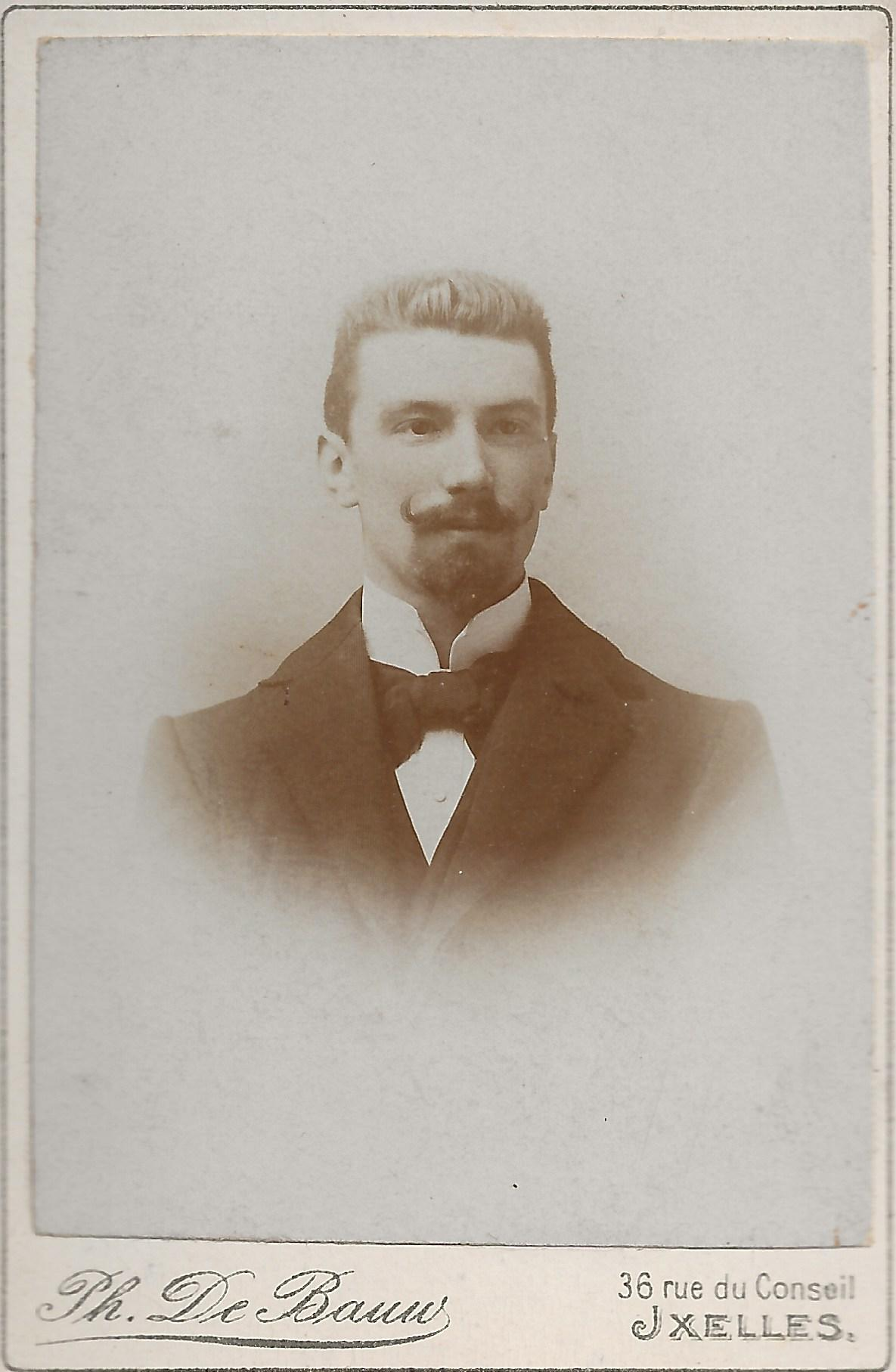
Gabriel Van Dievoet, vers 1905.
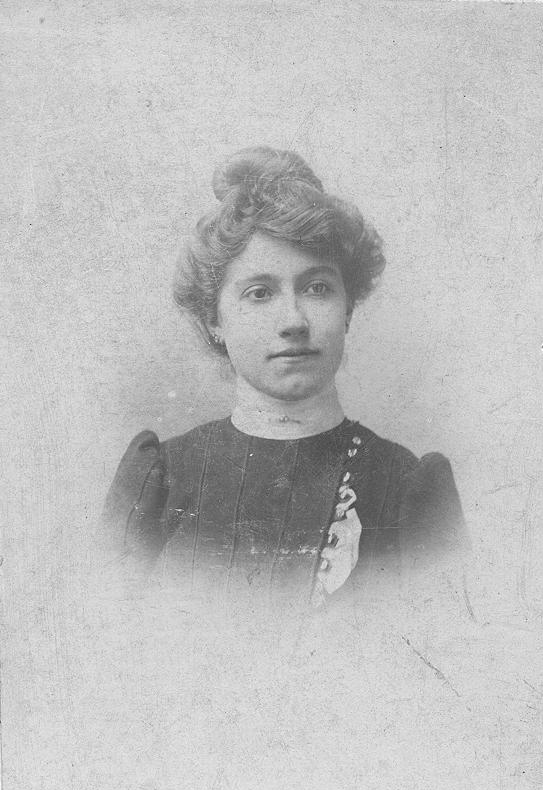
Alice Demets (1878-1945), épouse de Gabriel Van Dievoet, vers 1905.
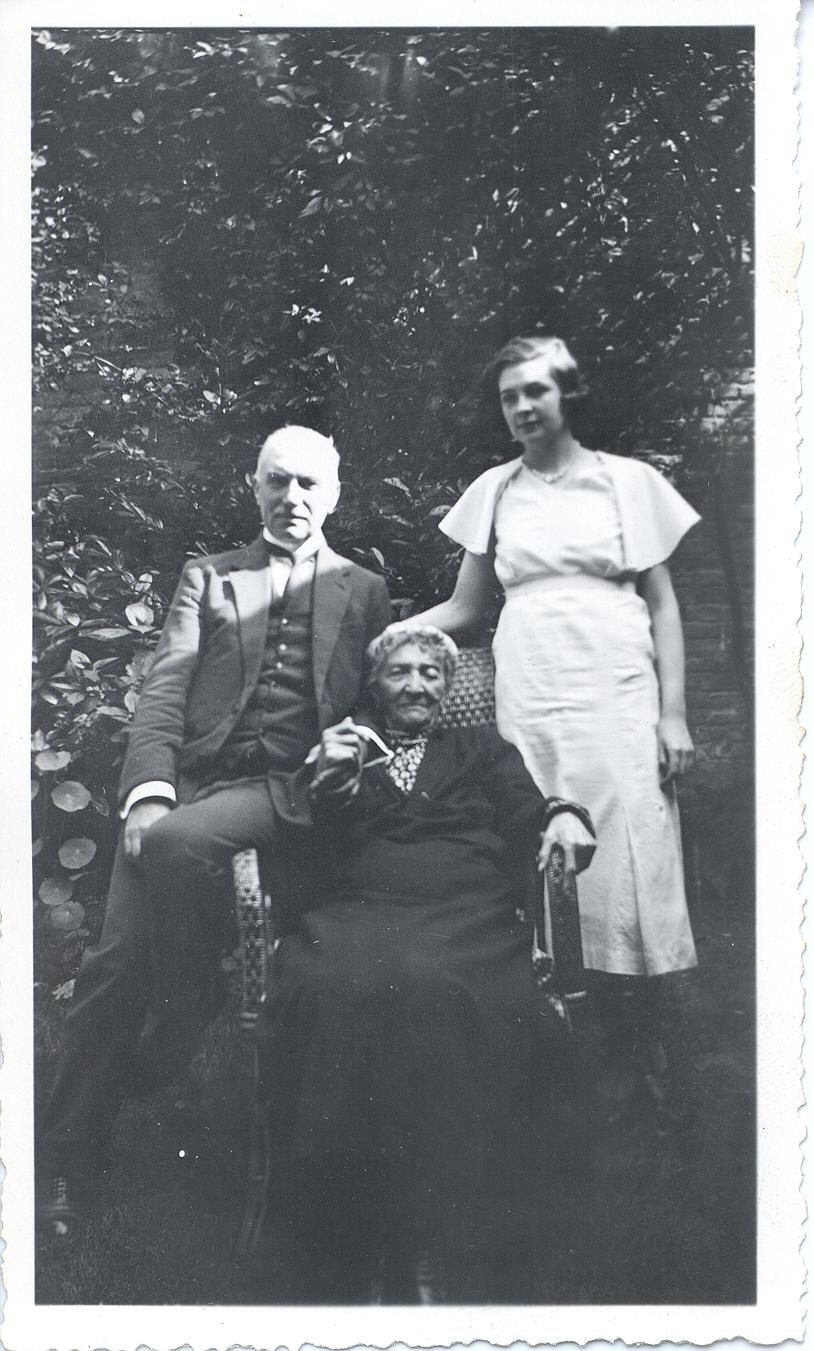
Gabriel Van Dievoet en compagnie de sa tante, la générale Rouen, née José Straatman, et de sa nièce, Andrée de Gachassin-Lafite, vers 1921
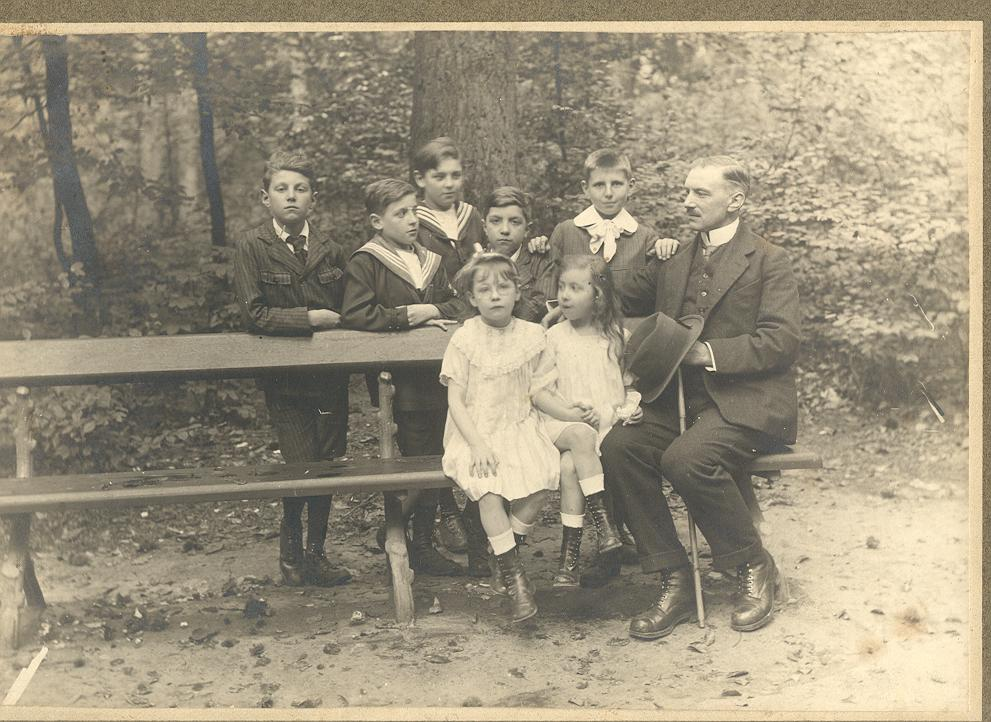
Gabriel Van Dievoet au Bois de la Cambre avec ses enfants et leurs cousins en 1919. On y distingue : assis de gauche à droite : Andrée de Gachassin-Lafite, Valentine Van Dievoet (1914-2005) et Gabriel Van Dievoet (1875-1934). Debout de gauche à droite : Léon Van Dievoet (1907-1993), Maurice Gachassin-Lafite, Jacques Gachassin-Lafite, René Van Dievoet (1908-1978) et Marcel du Bois de Dunilac (dcd 1947).

## Brevet d'invention
Gabriel Van Dievoet, outre son activité de décorateur, s'intéressait aussi à l'électricité et aux techniques de la photographie et du cinéma, c'est ainsi qu'il obtint plusieurs brevets dans ce domaine :
- 1908 : Bulletin Association belge de photographie, Bruxelles, 1908 : Gabriel Van Dievoet, Obturateur pour appareil cinématographique. Dessin avec légende. Titres des brevets concernant la photographie récemment accordés, publiés dans le Journal des Brevets.